# 百里飛行場
百里飛行場（ひゃくりひこうじょう）は、茨城県小美玉市にある飛行場である。
防衛省・航空自衛隊と民間の共用飛行場であり、民間施設は茨城空港（いばらきくうこう）、自衛隊施設は航空自衛隊百里基地（こうくうじえいたいひゃくりきち）となっている。滑走路と自衛隊施設の大半は百里にあるが、茨城空港の空港ターミナルビルは隣の与沢にある。

## 沿革

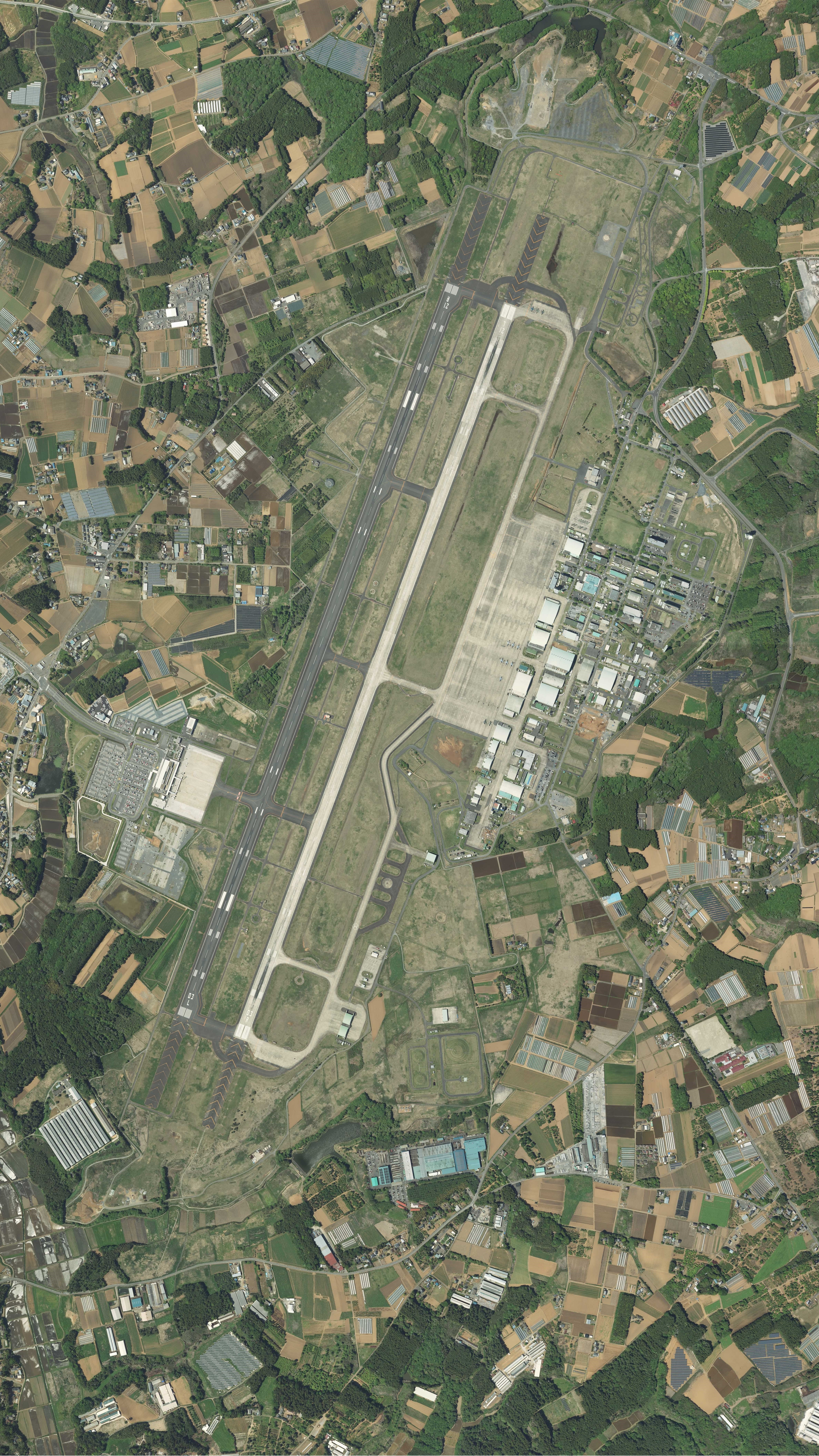
百里飛行場（茨城空港）の空中写真。2019年撮影。
（開港前、滑走路一本時代の百里飛行場の様子）

- 1937年（昭和12年）：百里ヶ原海軍飛行場として設置（百里原海軍航空隊）。
- 1945年（昭和20年）：第二次世界大戦終戦後、満洲国などからの引揚者の戦後開拓地となる。
- 1956年（昭和31年）：航空自衛隊基地の建設が計画される。
- 1966年（昭和41年）：航空自衛隊百里基地（航空自衛隊百里飛行場）として設置。
- 1990年（平成2年）：日米地位協定第2条第4項（b）の適用施設・区域として在日米軍に新規提供される（施設・区域名：百里飛行場、Hyakuri Air Base, FAC 3187）[4]。
- 1993年（平成5年）
  - 6月：小川町（現・小美玉市）が茨城県に対し、「百里基地民間共用化を軸とした小川町の活性化推進に関する要望書」を提出。
  - 10月：小川町および同議会からの要望を受け、「百里飛行場民間共用化可能性調査」を県が実施。
- 1995年（平成7年）8月：「百里飛行場民間共用化構想」を県が発表[5]。
- 1996年（平成8年）
  - 3月：共用化実現へ向けて、茨城県と地元14市町村で構成する「県百里飛行場民間共用化推進協議会」が設立[5]。
  - 12月：百里基地の民間共用化が国の第七次空港整備計画（1996 - 2000年度）に盛り込まれ、閣議決定される[5]。
- 2000年（平成12年）：民間共用化事業として事業化。
- 2008年（平成20年）11月14日：旅客ターミナルビル建設開始。
- 2009年（平成21年）：新滑走路完成供用開始、現滑走路の改修工事着手。
- 2010年（平成22年）
  - 3月6日：東関東自動車道 茨城空港北IC - 茨城町JCT間開通。
  - 3月11日：茨城空港開港、官民共用開始[2]。“開港記念フライト”と称して、スカイマークがこの日限定のチャーター便を東京/羽田便と神戸便で運航。
  - 4月16日：スカイマークが神戸線を定期便で運航開始。
  - 6月24日：スカイマークが航空自衛隊主導の運航に反発し、神戸線を同年9月から運休させると発表[6]。
  - 7月20日：スカイマークは同年9月1日から神戸線を運休し、同年10月1日から再開させると発表[7]。
  - 7月28日：春秋航空が上海/浦東線をプログラムチャーター便として運航開始。
  - 8月31日：この日をもって当空港唯一の国内線である神戸線を運休。
  - 10月1日：スカイマークによる神戸線が運航再開。
- 2011年（平成23年）
  - 2月1日：スカイマークが札幌/新千歳線・名古屋/中部線を運航開始[8]。
  - 3月11日：東日本大震災。ターミナルビルの吊り天井が落下する被害が発生。アシアナ航空のソウル/仁川便が運航停止。
  - 3月18日・3月19日：東日本大震災による臨時便として、スカイマークが東京/羽田へ1往復・神戸へ2往復を運航。
  - 3月30日：福島第一原子力発電所事故によって発生した放射性降下物による機体洗浄のため、スカイマークの札幌/新千歳線・名古屋/中部線・神戸線を運休。
  - 4月3日：スカイマークの札幌/新千歳線・名古屋/中部線・神戸線の運航再開。
  - 5月31日：スカイマークの名古屋/中部線を運休。
  - 6月1日：スカイマークの札幌/新千歳線を1日1便から1日2便に増便。
  - 10月20日：オーストラリアに本拠を置く航空関係の調査会社CAPA（Centre for Asia Pacific Aviation）が茨城空港を「Low Cost Airport of the Year 2011」に選出[9]。
- 2012年（平成24年）
  - 3月7日：スカイマークの神戸線を1日1便から1日2便に増便。
  - 5月1日：スカイマークの沖縄/那覇線を季節便として7月 - 9月に運航する予定であることを発表。
  - 6月23日：春秋航空の上海/浦東線の定期便運航（週6便）を開始[10]。
  - 7月1日：スカイマークの沖縄/那覇線を季節便として就航開始。
  - 10月1日：スカイマークの沖縄/那覇線を神戸経由に変更。
- 2013年（平成25年）
  - 7月1日：スカイマークの沖縄/那覇線の直行便が季節運航便として就航開始。同時に、札幌/新千歳線を1日2便から1日1便に減便（前者の就航に伴う機材運用に関わる措置）[11]。
  - 10月28日：スカイマークの沖縄/那覇線を神戸経由に変更。同時に、札幌/新千歳線を1日1便から1日2便に増便[12]。
  - 12月20日：スカイマークが米子線を神戸経由で就航開始[13]。
- 2014年（平成26年）
  - 2月：2月2日から27日の期間限定でミャンマー国際航空がマンダレー線・ヤンゴン線のチャーター便を運航開始[14]。
  - 4月18日：スカイマークが名古屋/中部線を運航再開。福岡線を就航開始[15][16][17]。
  - 7月18日：スカイマークが名古屋/中部経由沖縄/那覇線を就航開始。同年8月31日まで運航[18]。
  - 10月26日：スカイマークが4月に再開した名古屋/中部線を採算悪化により運休[19]。
- 2015年（平成27年）1月28日：スカイマークが経営破綻[20]。29日に米子線の運休と札幌（新千歳）線および福岡線の減便を発表[21]。
- 2017年（平成29年）5月4日：タイガーエア台湾が台北/桃園線のチャーター便を運航[22]。当初はファーイースタン航空（遠東航空）が運航する計画だったが、運航会社はタイガーエア台湾に変更された。
- 2018年（平成30年）
  - 2月3日：東関東自動車道・鉾田IC - 茨城空港北IC間開通。
  - 2月：2月15日から3月3日の期間限定でイースター航空がソウル/仁川線のチャーター便を運航[23]。運航日は火・木・土曜日の週3便で、期間中に計8往復便を運航する。
  - 3月：3月26日から10月25日の期間限定でタイガーエア台湾が台北/桃園線のプログラムチャーター便を運航[24]。運航は週2便。
  - 7月31日：イースター航空が火・木・土曜日の週3便でソウル/仁川線の定期便が就航[25]。
  - 10月28日：タイガーエア台湾が台北/桃園線を定期便化。木・日の週2便で運航[26]。
- 2019年（令和元年）
  - 8月1日：スカイマークの神戸線を1日2便から1日3便に増便[27]。
  - 9月19日：イースター航空のソウル線が、日韓関係の悪化による需要減少により運休する。
- 2020年（令和2年）
  - 1月22日：茨城県知事大井川和彦が、東京駅との直行バスへの補助を2020年度から打ち切る方針を表明（利用者が県内で消費しないことが理由）[28]。
  - 1月29日：開港10周年に向けて、愛称変更に関して有識者会議が検討を始める[29][30]。
  - 2月10日：中国における新型コロナウイルス感染症（COVID-19）流行の影響により、春秋航空の中国線が全便一時運休となる。
  - 3月19日：台湾当局による日本渡航制限の影響により、タイガーエア台湾の台北線が全便一時運休となる。これにより、国際線の発着がなくなる。
  - 3月26日：航空総隊偵察航空隊が廃止される。
  - 5月2日：スカイマークの神戸線が一時運休し、茨城空港発着の全便が運航停止。発着便が無くなるのは東日本大震災以来となる。ターミナルビルもスカイマークのカウンターを除き全館閉館。
  - 6月12日：スカイマークが福岡便の運航を再開。
- 2021年（令和3年）
  - 1月20日：スカイマークの全線運休を発表。県がスカイマークから1日1往復の神戸線の運航を停止、札幌、福岡、那覇便も運休を続けると発表した。全便運休は前年の5月以来となる。期間は2月2日 - 2月28日。スカイマークの窓口業務を除き、空港ターミナルビルも閉館となる。
  - 2月18日：スカイマークが3月1日から全線で運航を再開することを発表。

## 茨城空港

### 共用化の経緯

茨城空港（百里飛行場）の位置

日本国政府はアジア・ゲートウェイ構想を掲げ、東京の羽田空港や千葉県の成田空港を除いた他の空港における航空自由化によって、アジアや一部の欧米諸国の間で、路線や便数の制約をなくす政策を進めてきた。これにあわせ、日本政府は国際航空運賃を自由化し、チャーター便についての規制緩和を実施してきた。
世界の大都市圏は国際・国内線が乗り入れる基幹空港のほかに、セカンダリー空港を完備してきた。例えばイギリスのロンドンはロンドンシティ空港やヒースロー空港の他、80km圏内にスタンステッド空港やルートン空港、ガトウィック空港があり、ドイツのフランクフルトはフランクフルト空港以外の80km圏外にフランクフルト・ハーン空港がある。
これらは、都心から少し離れているゆえに空いているという利点を活かして、通常の大規模空港では、なおざりにされてしまいがちな格安航空会社（LCC）や、チャーター便、コミューター航空、あるいはビジネスジェットなど、ニッチな航空需要に合致し、航空史上にも貴重な受け皿となってきた歴史がある。
グローバリゼーションが続く世界では、国際線による旅客者数が増え続け、日本国政府が予想する日本全体の国際旅客数は今後、年間7000万人を超えるとされている。この中で最も国際旅客者の需要増加が見込まれているのは茨城県を含む首都圏であり、その分量は日本全体の4分の3にも達している。
しかしながら、首都圏に於ける既存の空港は、羽田と成田の2つのみで、その処理容量は限界を超え、2010年には超過した旅客者数を捌くため、空港の拡張や発着枠の拡大を余儀なくされていた。さらに、首都圏の北側は最寄り空港まで2・3時間を要するなど、空港空白地帯となっていた。茨城県はこの需要に応える事を首都圏第3の空港としての茨城空港の整備の意義と位置づけている。なお、茨城空港は東京都心から約100キロメートル北東に位置する。
当建設事業では、自衛隊基地の普段使われていない部分を転用するため、同規模の空港では500億円程度かかっていた建設費が半分以下の220億円程度に抑えられた。空港基本施設の建造費のうち3分の1は茨城県が負担した。
なお、開港前に国土交通省は以下の需要を予測していた。
| 開港初年度 | 81万  |
| 開港5年後  | 100万 |

### 民間空港としての諸課題
開港前に、発着料金が成田、羽田の両空港と比較して3割ほど安く抑えられていることに言及し、国際線・格安航空会社の首都圏のターミナルとしての役割が期待されているとした報道 もあったが、以下のような懐疑的な論評も複数見られた。
- 同空港は就航路線が一路線も決まっておらず、開港後のビルの採算見通しが不透明な状況で、見切り発車した格好となっていること[36]。
- 百里飛行場は最寄駅である石岡駅・新鉾田駅からは10km以上の距離がある交通不便の地にあり、商業施設等もほとんど存在しないため、百里基地に勤務する航空自衛官からも「陸の孤島」と呼ばれていた。無料駐車場が確保されているため、自家用車利用者にはメリットがあるものの、東京都心から車でのアクセスにも1時間半程度かかることなど、都心との行き来にも時間がかかり、開港時の国内定期便はスカイマークの神戸線（1日1往復）のみに留まっていた。これらのことから、空港近隣在住者以外の利用者にとってこの空港を利用する利点は少なく赤字は必至であり、「税金の無駄遣いである」との指摘が各方面からなされた[37]。
- 年間利用者は20万人前後の見通しで、国が4路線就航の前提で見込んだ約81万人には程遠い。空港ターミナルビルの運営収支も初年度は約2000万円の赤字となる見込みだ[38]。

なお、事前の需要見込みが過大であったことは、開港後の乗降客数推移から明らかになっている（利用状況参照）。
また2015年（平成27年）4月8日には、首都圏在住者にとって利便性の高い成田空港に、格安航空会社用の第3ターミナルが新設され、6月7日には首都圏中央連絡自動車道（圏央道）の延伸によって常磐自動車道と東関東自動車道が結ばれたことで、隣接する成田空港との競合が激しくなることが予想される。
なお、国際線利用客の急増により利用者数は年々増加しており、開業から10年目にして当初の需要見込みである年間80万人に達した。神戸空港便により関西との往来にも利用されている。後述の「#利用状況」も参照。
自衛隊との共用空港のため、自衛隊との間で離着陸は当面は1時間に1本との取り決めがある関係から増便は困難と見込まれていた。2023年9月、茨城県の大井川和彦知事は斉藤鉄夫国土交通相と面会し、民間機の増便に向け「1時間に1着陸」としてきた運航ルールの弾力化を求めた。これを受け、茨城県と防衛省、国土交通省の合意により、同年10月29日から着陸枠の運航ルールが緩和され、正式運用を開始した。
空港振興・環境整備支援機構と日経リサーチによる『国管理空港等における空港満足度に関する調査』2018年版では10項目中、無料駐車場への評価などから「移動のしやすさ」「情報入手のしやすさ」「案内のわかりやすさ」「飲食店」など6項目が首位で、総合満足度は4位だった。しかし、空港の知名度のさらなる向上が課題となっており、2019年から愛称変更に関する有識者会議が行われている（後述）。

### 開港後の状況
- 開港1年目（2010年3月 - ）

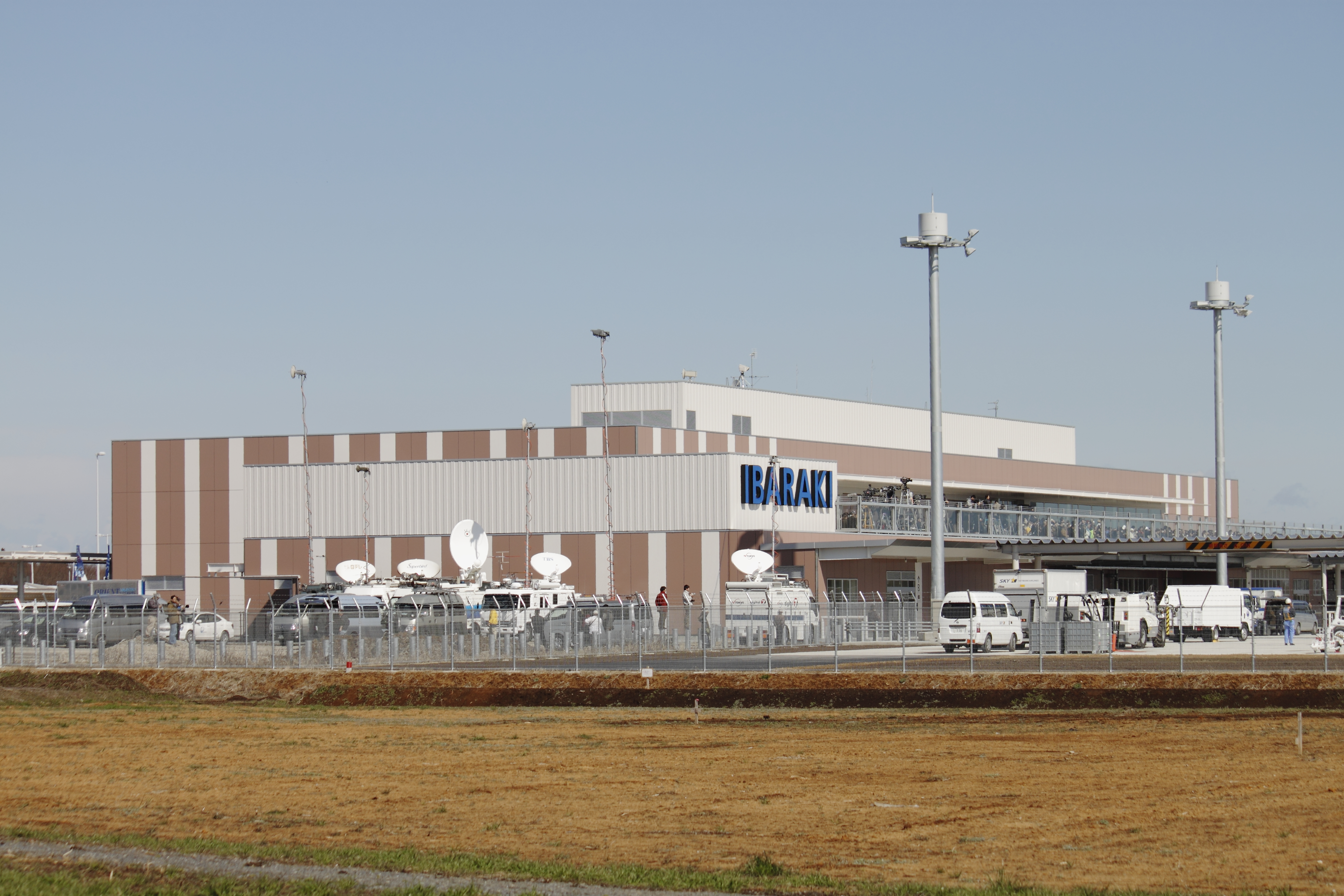
ターミナルビル（管理区域側）

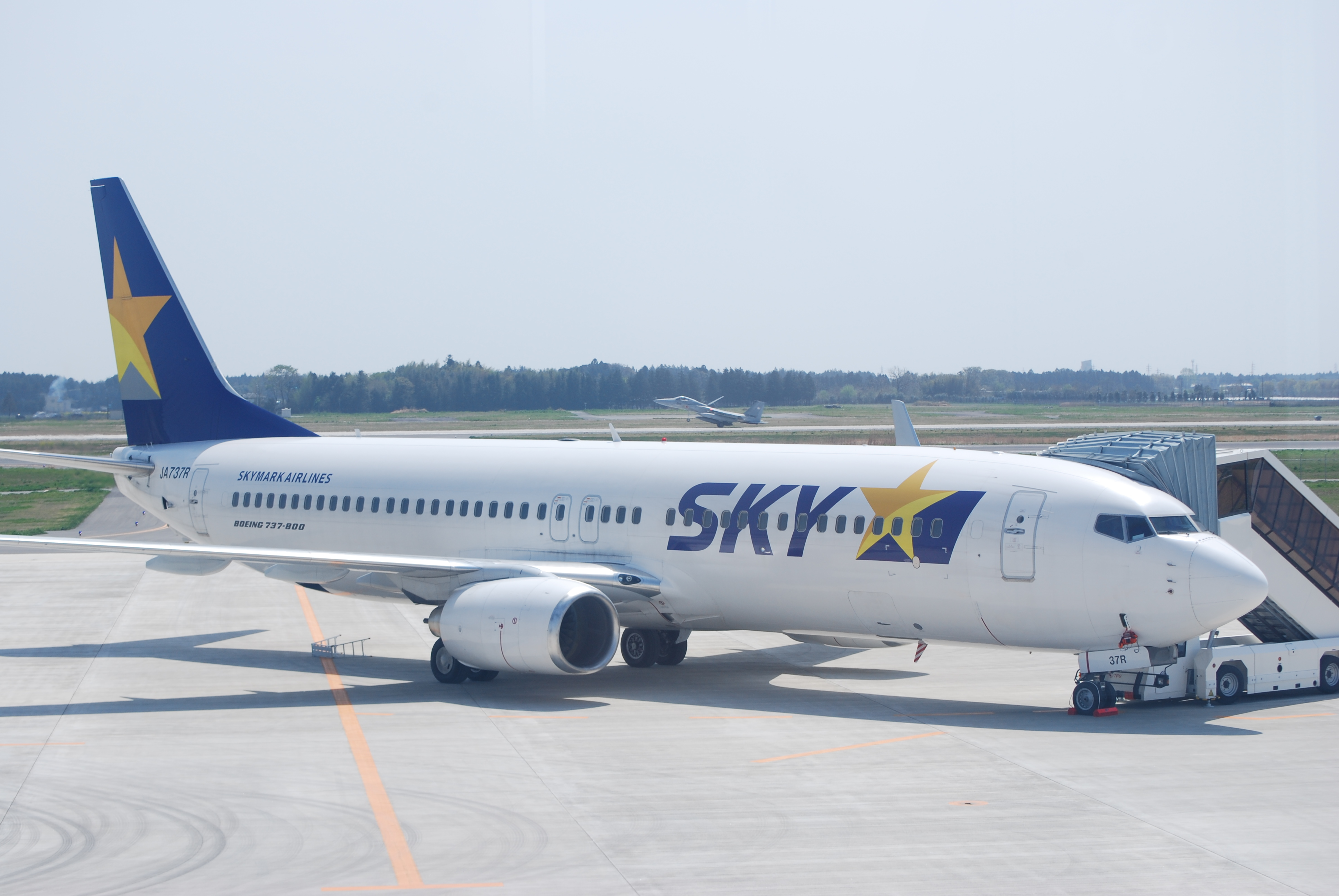
駐機中のスカイマーク機

  - 開港時は国内線の定期便がなく、国際線もアシアナ航空のソウル（仁川）線のみの危機的状況であったが、2010年6月にスカイマークが神戸線を定期便化（ただし9月は休便）。2010年7月に春秋航空がチャーター便ながら上海（浦東）線の定期運航を開始した。
  - 開港半年経過時点でスカイマーク神戸線の搭乗率は75 - 87%と同社線全体でも高い水準に達し[44]、春秋航空による上海（浦東）線についても平均80%という利用状況となった[45]。
  - 東京駅と茨城空港を500円[注釈 3]で結ぶ関東鉄道と茨城県の共同運行による高速バスも盛況となった[46]。2011年2月には、新路線開設に合わせて水戸駅・つくば駅・東京駅からの既存の高速バス・連絡シャトルバスの増便[47] のほか、新たに常陸太田市・ひたちなか市方面からは茨城空港ライナーの乗り入れが発表された[48]。これらのほか、石岡駅と当空港を結ぶバス専用道路の開通とその後の増便[49] などアクセスが改善された。
- 2年目（2011年3月 - ）
  - 開港1周年の2011年3月11日、東日本大震災が発生。茨城空港も空港ターミナルビルに設置した吊り天井パネルが落下するなどの被害が出た。しかし、滑走路は無事であり、羽田・成田両空港が閉鎖されたため、急遽代替着陸先を決める必要に迫られた86機の航空機のうち、2機のダイバートを受け入れた[50]。震災から3日後の14日には空港ロビーは通常の営業を再開した[51]。
  - 3月11日以降、空港復旧後もアシアナ航空のソウル（仁川）線は運休が続き、結局定期便としての運航はなくなった[52]。
  - 2011年5月31日、スカイマークの名古屋（中部）線が運休。
  - 2011年10月20日、ローコスト・エアポート・オブ・ザ・イヤーを受賞[53]。これはアジアの空港の中から送られる賞で、航空会社の負担を軽くし整備や運営にかかる費用を低く抑えるために、ボーディングブリッジやトーイングカーを不要にしたことが受賞理由。結果、同空港では飛行機搭乗までの導線が空港の1階で完結する設計になっている。
  - 2012年2月1日、スカイマークが札幌（新千歳）線と名古屋（中部）線の運航を開始。
- 3年目（2012年3月 - ）
  - 2012年7月 - 9月、直行便としてスカイマークの沖縄（那覇）線が就航。10月以降は神戸経由便として存続。
- 4年目（2013年3月 - ）
  - 2013年12月20日、スカイマークの米子線が就航（神戸経由）。
  - 2013年度の乗降客数が開港後初めて減少に転じた（利用状況参照）。乗降客数は開港前の需要予測（開港初年度）の48%に留まっている。
- 5年目（2014年3月 - ）
  - 2014年4月、スカイマークが名古屋（中部）線を再開、同時に福岡線を就航。
  - 2014年10月、再開した名古屋（中部）線を再度運休。
  - 2015年1月28日、スカイマークが経営破綻。茨城空港はスカイマーク1社のみが国内定期路線を開設していたため、同社が羽田空港発着枠の維持を優先するため、破産の影響を懸念する報道が相次いだ[54][55][56][57]。1月29日、スカイマークは経営の抜本的再生を図るため、米子線の運休、札幌線・福岡線の減便を発表した[21]。
- 6年目（2015年3月 - ）
  - 2015年7月25日、中国南方航空が深圳線に週2便で就航。
  - 2016年1月30日、中国国際航空が杭州線に週2便で就航。
- 7年目（2016年3月 - ）
  - 2016年3月15日、V エアが台北/桃園線に週4便で就航。
  - 2016年3月27日、春秋航空が成都線（揚州経由）に週2便で就航（2016年4月15日から運休中[58]）。
  - 2016年4月28日、スカイマークが沖縄（那覇）線[直行便]を再開[59]。
  - 2016年5月26日、中国国際航空が杭州線を運休[60]。
  - 2016年8月21日、中国南方航空が深圳線を運休[61]。
  - 2016年9月18日、V エアが台北/桃園線を運航停止[62]。
- 9年目（2018年3月 - ）
  - 2018年3月26日、タイガーエア台湾が台北/桃園線に定期チャーター便を週2便で就航（10月28日より定期便化）。
  - 2018年7月31日、イースター航空がソウル/仁川線に週3便で就航。東日本大震災以来運休していたソウル便が7年ぶりに復活。
- 11年目（2020年3月 - ）
  - 2020年3月19日、タイガーエア台湾の台北線が全便一時運休となり国際線の発着がなくなる。
  - 2020年5月2日、スカイマークの神戸線が一時運休となり、茨城空港発着の全便が運航停止し、2011年の東日本大震災以来、発着便がなくなる。
- 14年目（2023年10月 - ）
  - 2023年10月29日、着陸枠の運航ルールが緩和され、民間航空機が1時間に1便以上着陸することが可能となった[42]。茨城県は、これによって今までは定期便の着陸枠が優先されるために受け入れられなかったチャーター便やビジネスジェットの利用も期待できるとしている。

### 就航路線

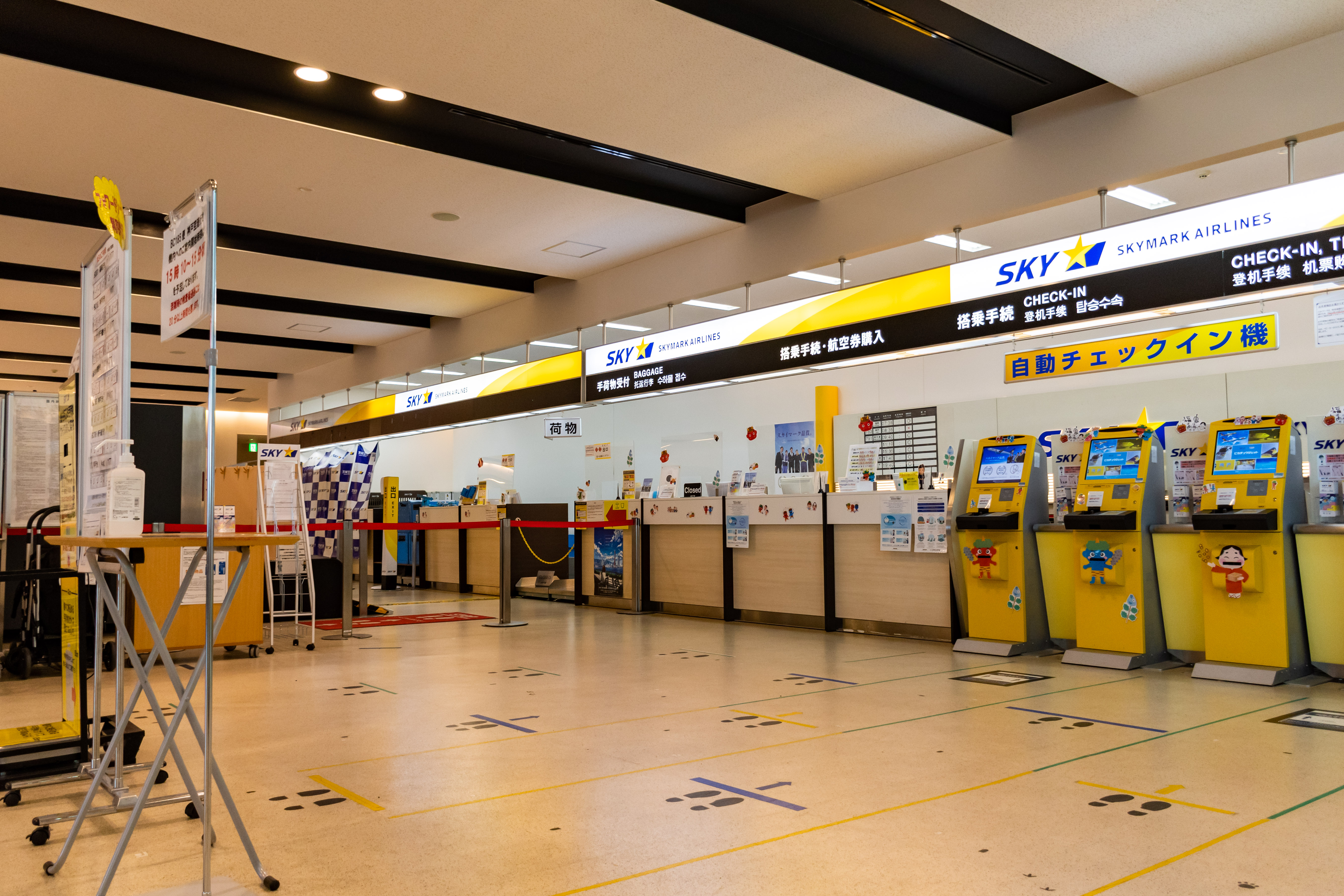
スカイマークのカウンター

#### 国内線
| 航空会社            | 就航地                                                                                    |
| ------------------- | ----------------------------------------------------------------------------------------- |
| スカイマーク（SKY） | 直行便：新千歳空港、神戸空港、福岡空港、那覇空港 経由便：下地島空港、長崎空港、鹿児島空港 |

#### 国際線
| 航空会社         | 就航地                                                   |
| ---------------- | -------------------------------------------------------- |
| エアロK          | 韓国・清州国際空港（清州)                                |
| 春秋航空         | 中国・上海浦東国際空港（上海）、西安咸陽国際空港（西安） |
| タイガーエア台湾 | 台湾・台湾桃園国際空港（台北）                           |

### 休廃止路線
国内線
| 航空会社            | 就航地                                                                                   |
| ------------------- | ---------------------------------------------------------------------------------------- |
| スカイマーク（SKY） | 中部国際空港（2014年10月26日から運休中）、米子空港（神戸経由便、2015年2月1日から運休中） |

国際線
| 航空会社             | 就航地 |
| -------------------- | --- |
| アシアナ航空 (OZ)    | 韓国・仁川国際空港（ソウル、2011年3月12日から無期限で運休中）                                                  |
| 春秋航空 (9C)        | 中国・揚州泰州空港（揚州、2016年4月15日から運休中）、成都双流空港（成都、揚州経由）（2016年4月15日から運休中） |
| 中国国際航空 (CA)    | 中国・杭州蕭山国際空港（杭州、2016年5月26日から運休中）                                                        |
| 中国南方航空 (CZ)    | 中国・深圳宝安国際空港（深圳、2016年8月27日から運休中）                                                        |
| V エア (ZV)          | 台湾・台湾桃園国際空港（台北、2016年9月20日から運休、その後経営破綻）                                          |
| イースター航空（ZE） | 韓国・仁川国際空港（ソウル、2019年9月19日から運休中）                                                          |

#### チャーター便
上海浦東国際空港との間に春秋航空が週6便の定期チャーター便を運航していた（2012年6月23日から定期便化）。これ以外に、旅行会社が日本国内外へのツアーを催行するために用意したチャーター便は開港から2013年6月時点で、累計142便あった。

### 就航交渉
茨城県知事・橋本昌（2008年当時）は、羽田・成田の発着枠がない航空会社に対して茨城空港への乗り入れを働きかけているとし、一方で、茨城開港前の段階で決まっていたスカイマーク社以外の格安航空会社は羽田・成田の発着枠があるためそれら以外のところへの就航決定を発表しにくい様子がうかがえるとしていた。このほか、当空港は国内線の就航対策として搭乗率保証制度の導入を検討していた。
茨城空港開港翌月の2010年4月から、スカイマーク社が初の国内線定期便として神戸線の運航を開始した。当初スカイマーク社は航空自衛隊との共用飛行場のために自由に運航ダイヤが組めないことを理由として神戸線を2010年9月1日から9月30日まで運休していたが10月1日から運航を再開し、その後 新千歳空港、中部国際空港、神戸空港、福岡空港、 那覇空港、米子空港と定期便を開設している。
ソウル/仁川線を運航していたアシアナ航空は開港前に釜山への週3便程度の運航も計画していたが、実際は週1便どまりであり、東日本大震災以降、定期便の運航を中止した。
アシアナ航空以外の国際線については以下のような交渉があったが、2015年3月時点では全て実現していない。
- エアアジア X（マレーシア）[72][73]
- V オーストラリア[74]
- セブパシフィック航空（フィリピン）[75]
- 香港エクスプレス航空[75]
- ジェットスター航空（オーストラリア）[76]
- ビバ・マカオ[77]
- エアアジア・ジャパン（現・バニラ・エア→Peach Aviation）[78][79]
- BBエアウェイズ（ネパール）[80]

### 海外向け愛称変更
空港の知名度のさらなる向上が課題となっており、2019年（令和元年）12月に行われた茨城県議会でも西野一議員（自由民主党）からの「海外に目を向けると、同じ島国のイギリスでは、ロンドン周辺の空港名はロンドン・ヒースロー空港、ロンドン・ガトウィック空港、ロンドン・スタンステッド空港、ロンドン・ルートン空港、ロンドン・シティ空港と5つある空港全てにロンドンの名前がついているが」との質問に対し、大井川和彦知事は「有識者からもエアポートセールス上必要であれば、海外向けには『東京』という言葉を取り入れ、状況に応じて使い分けていくことも考えられる旨の意見があった」との回答を示した上で、「より一層の国際線の誘致に向けて、『東京』といった言葉を取り入れた愛称を使用することによるメリットとデメリットを整理した上で、愛称の変更についての検討を進めていく」との答弁をした。その後、「茨城空港の愛称変更の是非を話し合う有識者会議（座長：戸崎肇）」により、海外での知名度向上のための空港英語名の変更が以下の6案に絞って検討された。
- Ibaraki International Airport
- Metropolitan Ibaraki Airport
- Tokyo North Airport
- Tokyo Ibaraki Airport
- Tokyo Ibaraki International Airport
- Tokyo Metropolitan Ibaraki Airport

なお、定着し始めている国内向けの愛称は「茨城空港」のまま変更されない。
2020年4月下旬から有識者会議が茨城県民にパブリックコメント（意見公募）を行い、同年5月に最終候補案を3案程度に絞った上で県に答申、答申を受けた知事が空港英語名を最終決定する予定が伝えられた。
同年6月5日、大井川知事は海外向け愛称について「Tokyo」を外した「Ibaraki International Airport」を最終案に選定したと発表した。県民などからのパブリックコメントでは愛称に「東京」と付けることに反対する意見が多く、それに配慮したと説明している。

### 施設

#### 旅客ターミナル
茨城空港は新滑走路の南西に旅客ターミナルビルが置かれている。
旅客ターミナルビルは航空機利用に係る諸施設のほか、売店やレストラン、カフェ等が入居している。
空港ラウンジはなく、利用者からはクレジットカード会社等のラウンジの設営が望まれている。
格安航空会社に十分対応できるよう整備され、日本国外の格安航空会社から好意的な評価を受けている。当ターミナルは国際線の入管施設に対応するため、当初の計画から拡大され、延べ床面積が約7800平方メートルとなった。
出発ロビーと到着ロビーは同じ1階に設置され、ボーディング・ブリッジを介さずタラップを使って搭乗する仕組みである。また、駐機場は航空機が自走で旋回できる構造にしている。通常はプッシュバックが必要となるが、この工夫により航空機の地上移動時間が短縮され、かつ航空会社が空港に支払う空港利用料も抑えられる一方、航空機が自力旋回するため航空機前方に安全間隔をとる必要があり、乗客はボーディング・ブリッジ方式よりターミナルから離れて駐機する航空機まで徒歩で屋外を移動する必要がある。また、繁忙期には駐機場に航空機の駐機が輻輳して安全間隔がとれないこともあり、その場合にはプッシュバック方式を使用することがある。そのため、需要によって両方の方式を見ることの出来る日本では数少ない空港となっている。
2010年の開港当初、防衛上の観点などから百里基地の中枢部を見渡せないよう、当空港の展望デッキには斜めから眺めるときのみ見えなくなる特殊加工のくもりガラスが設置されていた。その後、発着する航空機を十分に見たいとの訪問客からの需要に応え、2014年3月11日よりこの部分を通常仕様の透明ガラスへ改修する工事が行われ、同年3月17日に完了した。なお当展望デッキは高い脚立を持ち込んでの見学・撮影を禁止している。

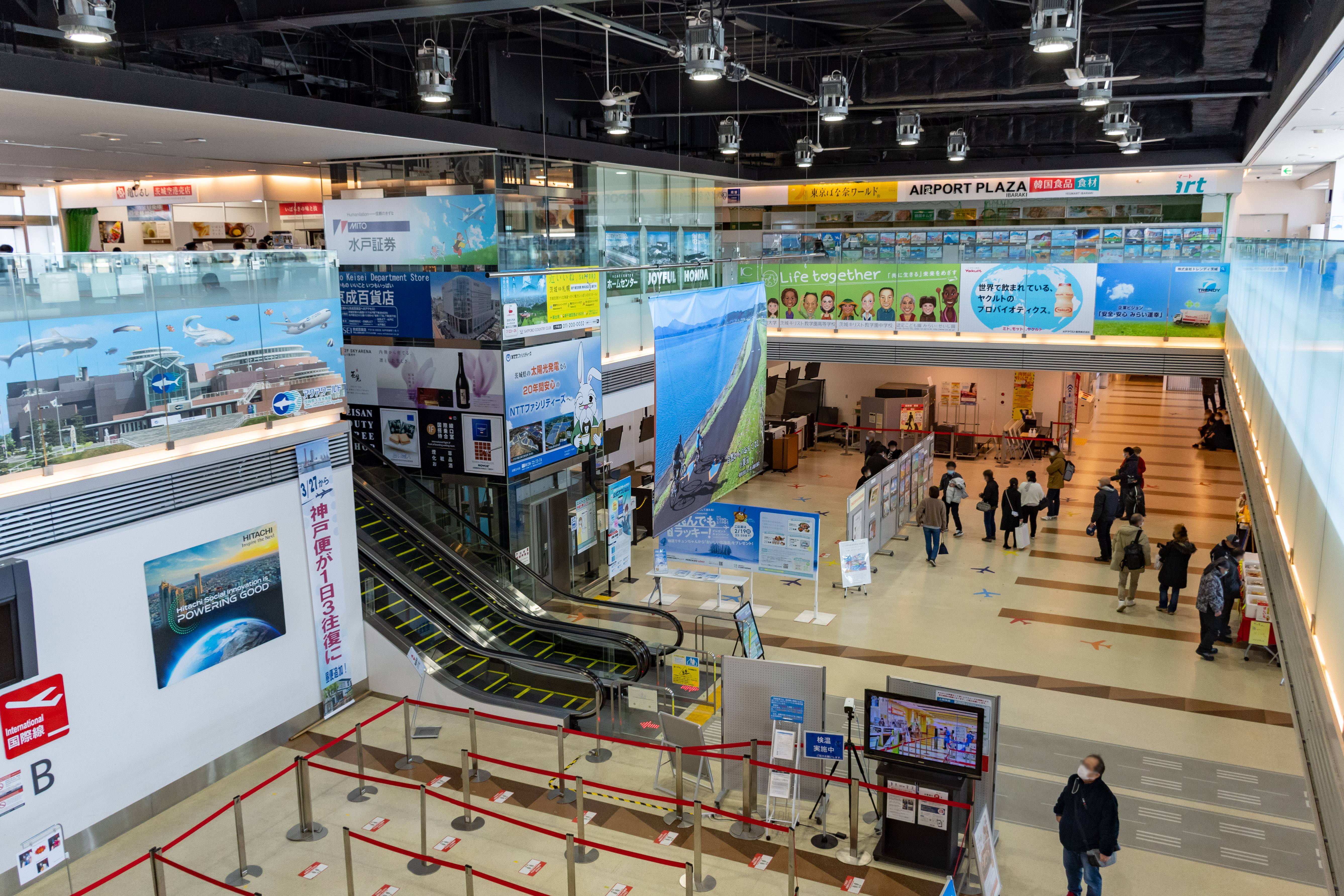
空港ターミナル。 1階は出発・到着ロビー、2階は売店・展望デッキ。
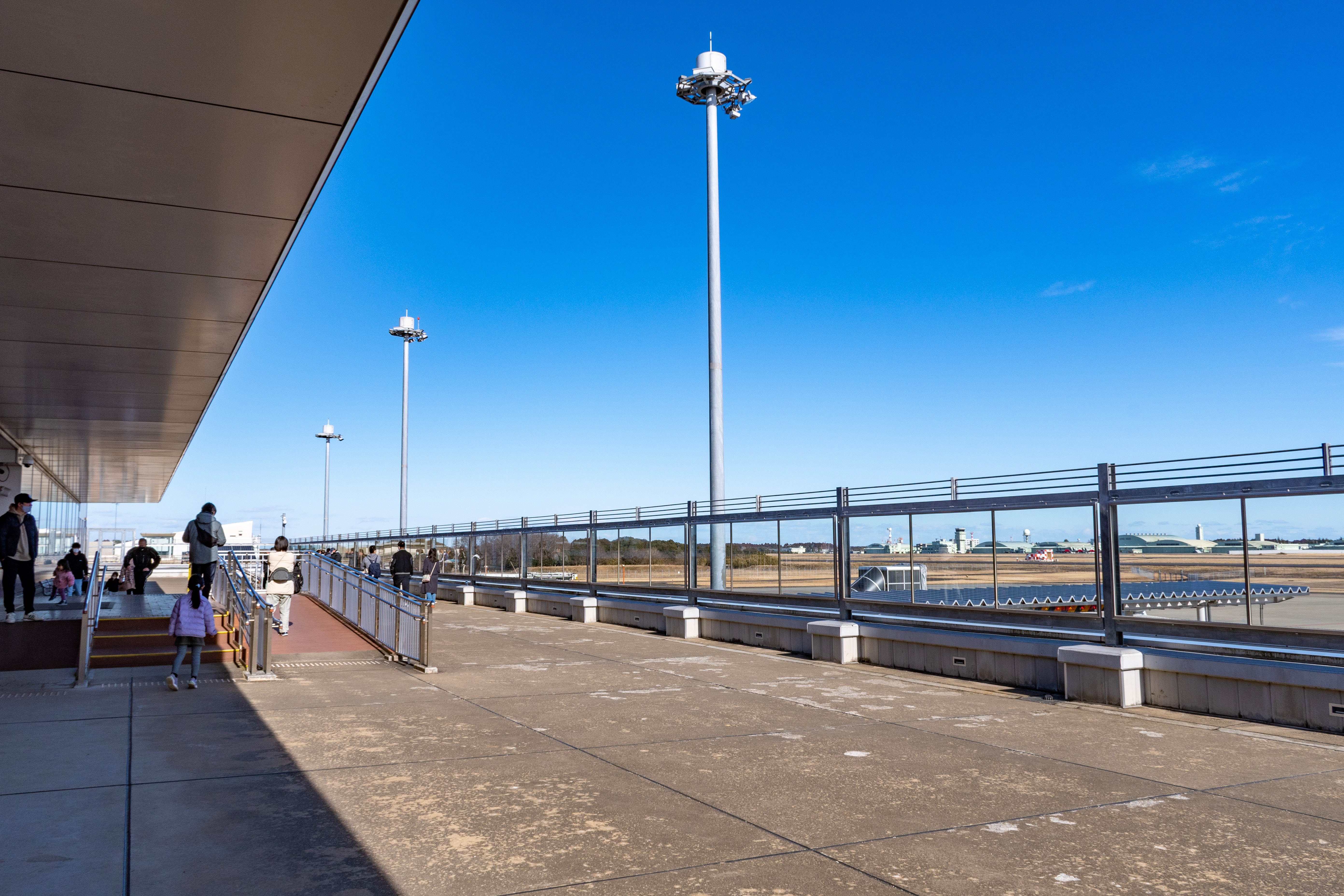
展望デッキ（2023年撮影）。
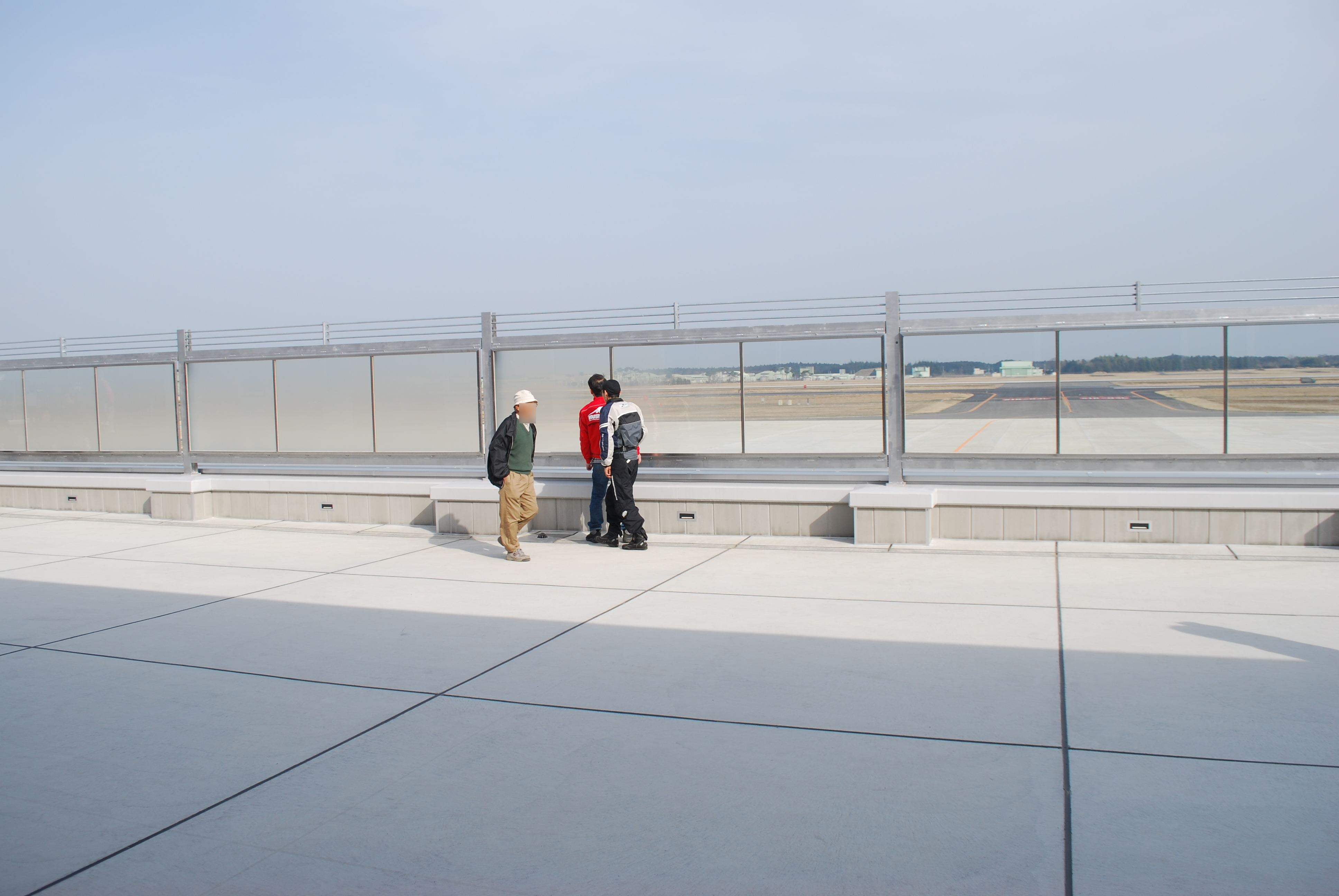
くもりガラスが設置されていた時代の展望デッキ（2010年撮影）。
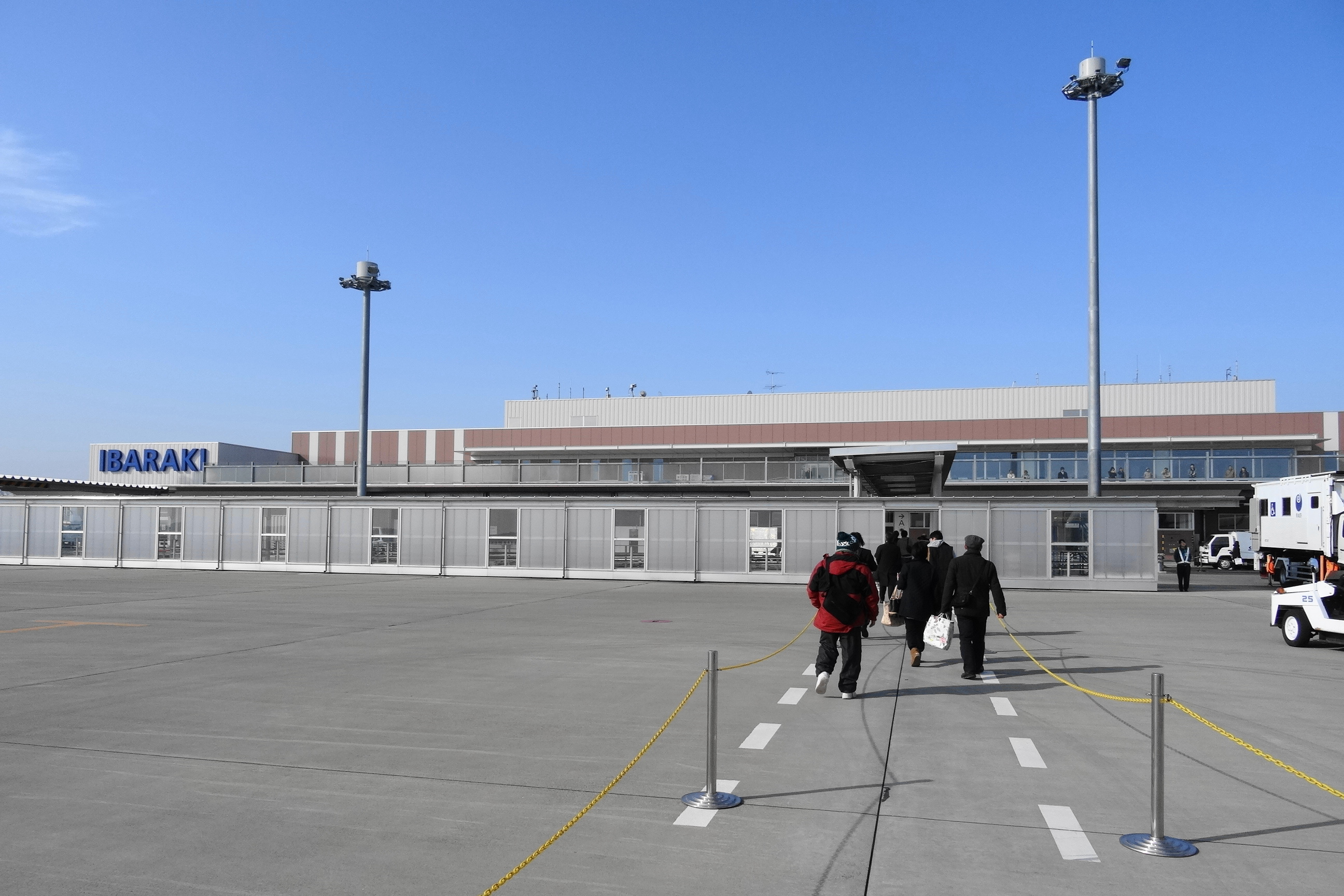
制限区域側から見た空港ターミナルビル。ターミナルと駐機場の間に仕切りが設置されている。
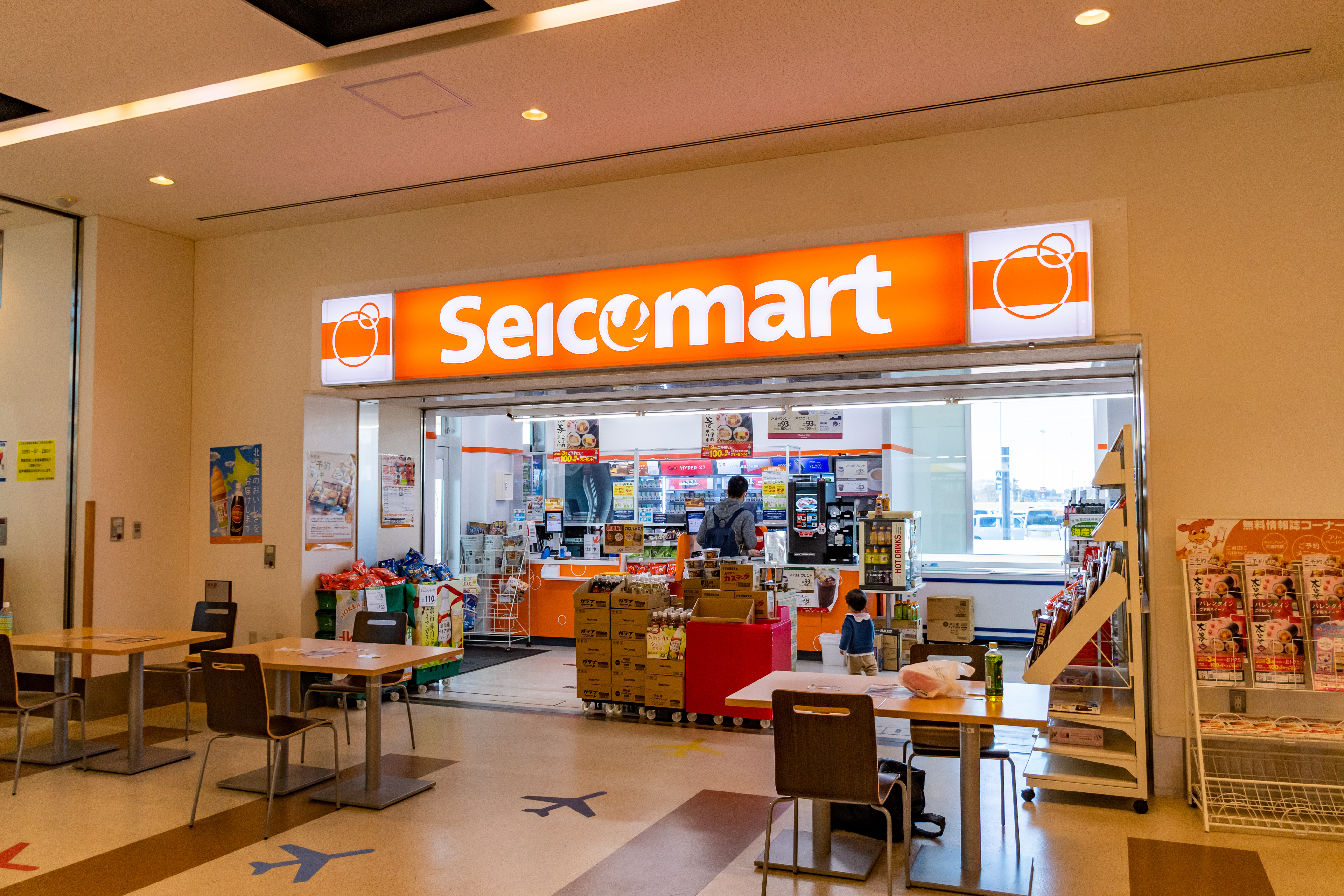
ターミナル内で営業するセイコーマート

#### 滑走路・誘導路
- 既存滑走路（03R/21L） - 2,700 m×45 m
- 新設滑走路（03L/21R） - 2,700 m×45 m
  - 着陸帯 - 2,820 m×150 m
  - 新設滑走路は航空自衛隊百里基地が使用していた既存滑走路の西側に平行に建設された。新滑走路完成後、既存滑走路（2,700 m×45 m:03R/21L）を閉鎖して改修工事が行われた[注釈 4]。
- 連結誘導路 - 165 m×4本（既存滑走路と新設滑走路を連結する誘導路）
- 取付誘導路 - 155 m×1本（新設滑走路と駐機場を連結する誘導路）
- 茨城空港駐機場 - 中型ジェット機用×3、小型ジェット機用×1

### 統計

#### 利用者数
元のウィキデータクエリを参照してください.

#### 利用状況
|                         | 国際線  | 国内線  | 合計    |
| ----------------------- | ------- | ------- | ------- |
| 2009年度（3/11 - 3/31） | 7,840   | 666     | 8,506   |
| 2010年度                | 106,972 | 96,098  | 203,070 |
| 2011年度                | 55,068  | 238,135 | 293,203 |
| 2012年度                | 99,490  | 308,649 | 408,139 |
| 2013年度                | 100,178 | 286,918 | 387,096 |
| 2014年度                | 119,711 | 418,504 | 538,215 |
| 2015年度                | 150,650 | 403,700 | 554,350 |
| 2016年度                | 149,445 | 462,871 | 612,316 |
| 2017年度                | 106,846 | 573,824 | 680,670 |
| 2018年度                | 165,549 | 584,853 | 760,402 |
| 2019年度                | 140,723 | 635,279 | 776,002 |
| 2020年度                | 0       | 208,570 | 208,570 |
| 2021年度                | 0       | 126,648 | 126,648 |

2015年度の乗降客数（国内線+国際線）は全国91空港中 42位、着陸回数については2,489回（国内線+国際線）で、全国114空港中 60位であった。ターミナルビルの来場者（含 送迎客・見学者）は開港から3年目の2013年に300万人を達成した。2019年には、利用者数が過去最高の80万人に達した。中国からのチャーター便による訪日観光客の急増が寄与した。しかし年度ベースでは、2020年度は新型コロナウイルス感染症（COVID-19）の影響で国際線がゼロとなり、国内線も1/3以下に減ったことから、利用者数は前年比73%減の20.9万人と7年ぶりのマイナスとなった。

## 航空自衛隊百里基地
百里基地（ひゃくりきち）は、茨城県小美玉市にある航空自衛隊の基地。基地司令は第7航空団司令が兼務する。
埼玉県にある入間基地は地域との協定により、アフターバーナー装備の飛行機の運用ができない（ダイバートを除く）ことから、航空自衛隊が関東地方で戦闘機の運用が可能な唯一の基地（離島を除く）であり、「首都防空の要」ともいわれる。また、国家首脳を招いた各種行事も多数実施されている。飛行群は第7航空団（第3飛行隊（F-2））、航空救難団（百里救難隊、UH-60J、U-125Aを装備）がある。
自衛隊・基地反対派からの用地買収ができず、基地側にある誘導路は日本では珍しい「くの字型」となっている（同様の例には成田国際空港B滑走路に繋がる誘導路がある）。航空自衛隊は、滑走路が破壊された場合には誘導路からも離陸することを想定しているが、百里基地ではそれが困難である。また、反対派は基地内に所有する飛地（平和公園、平和農園、百里稲荷神社）内に木を植えているが、これは百里基地管制塔からアラートハンガー、ランウェイエンドへの視界を遮ることを目的としていた。なお、この飛地へは壁やフェンスで囲まれた小道が通されており、これを管理する一般社団法人百里の会は、氏名・住所などの個人情報の収集と協力金名目の1500円の徴収等を条件に、一般の出入りを認めている。
民間でアクロバット飛行を行う飛行チーム「エアロック」を主宰したロック岩崎（岩崎貴弘）が、在官中最後に所属した基地でもある。

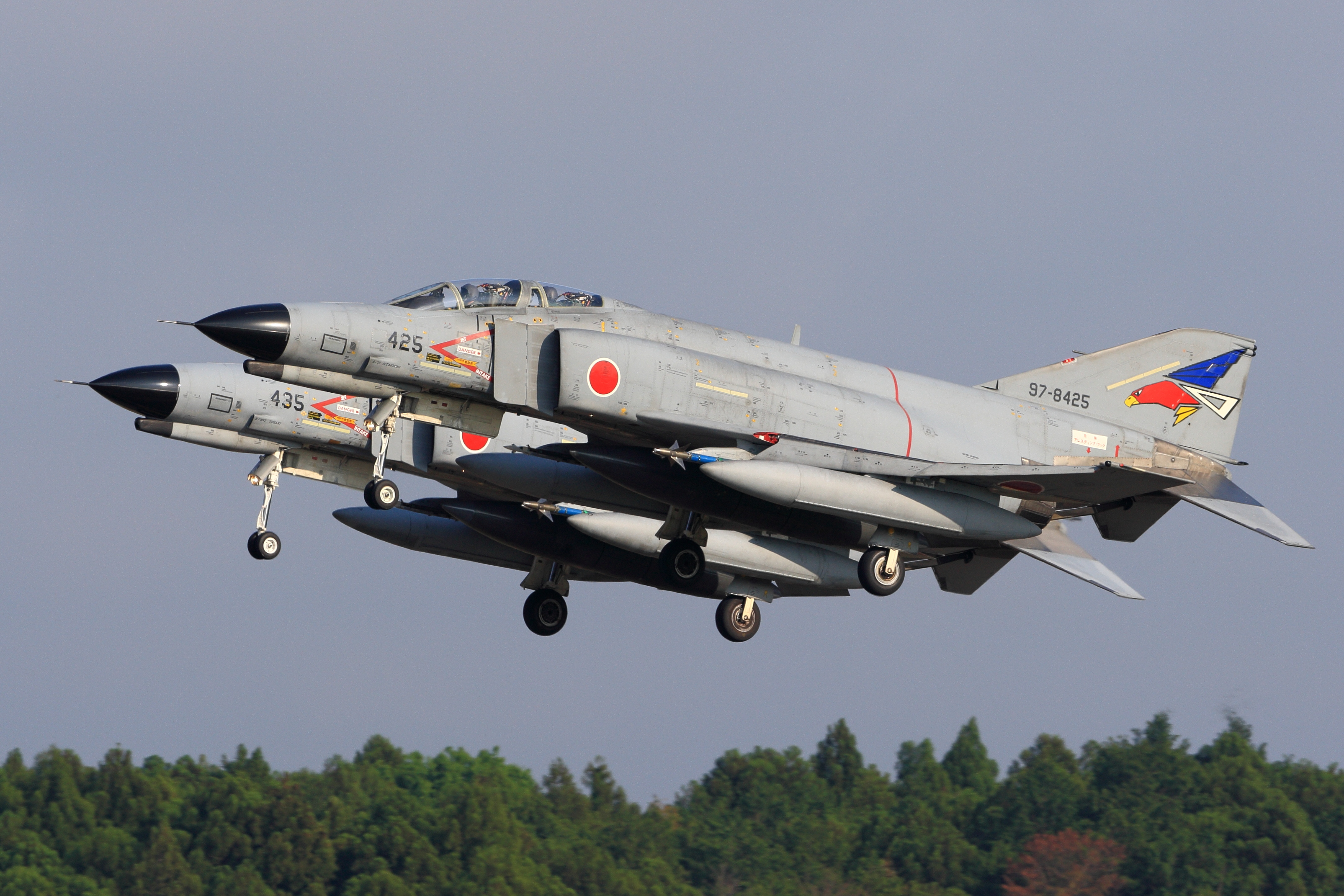
第302飛行隊のF-4EJ改
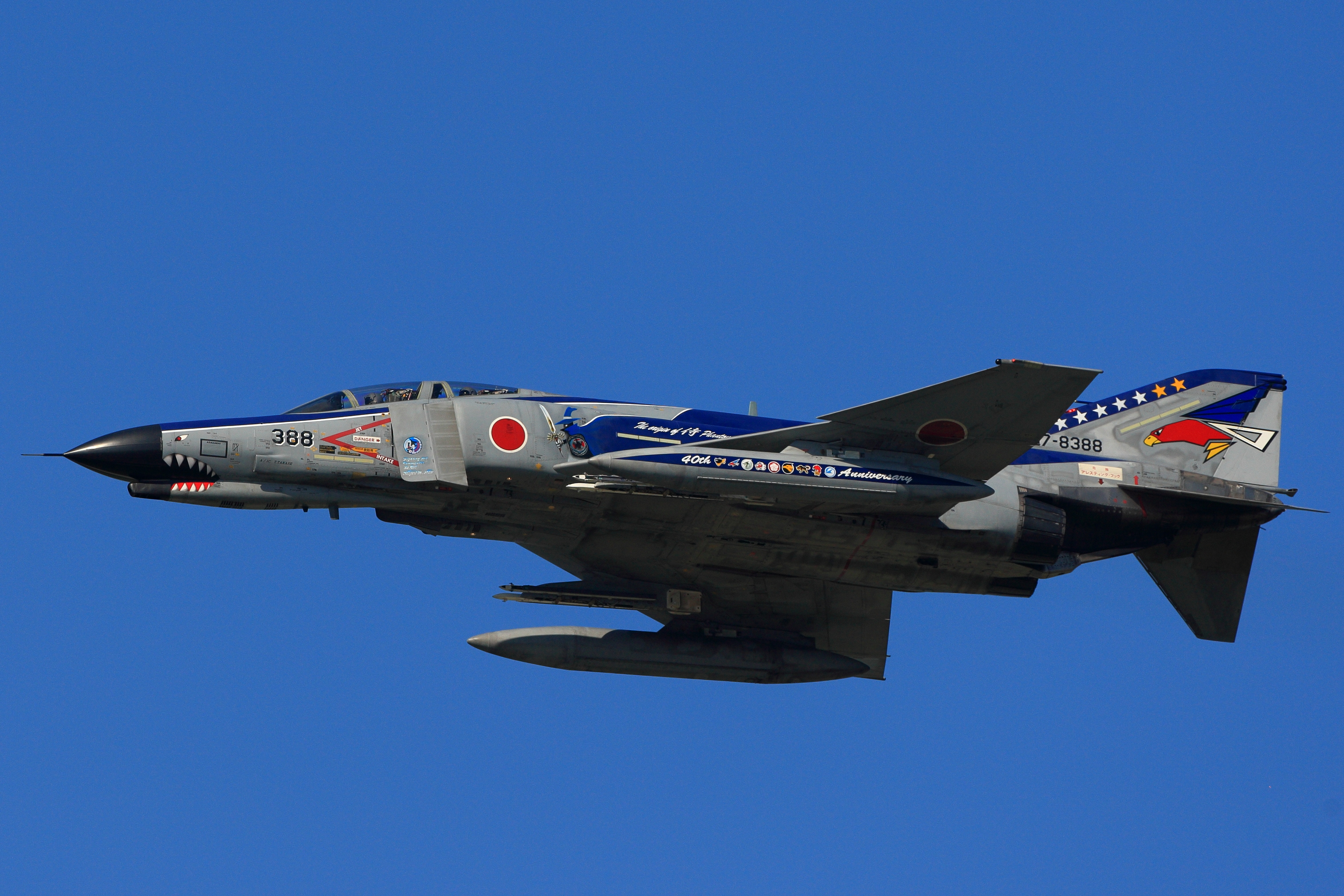
F-4EJ改 第7航空団40周年記念塗装機
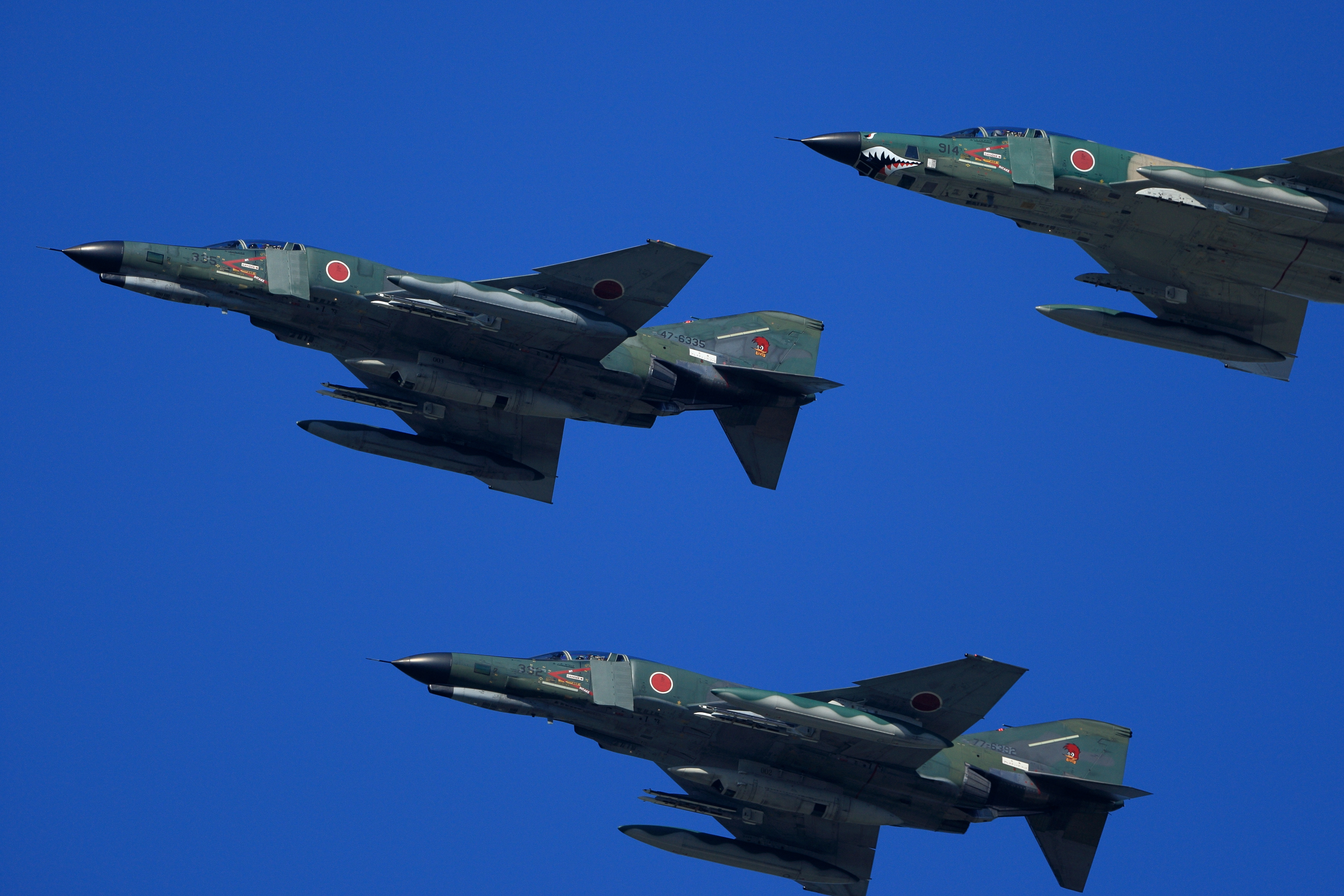
第501飛行隊に配置されていたRF-4
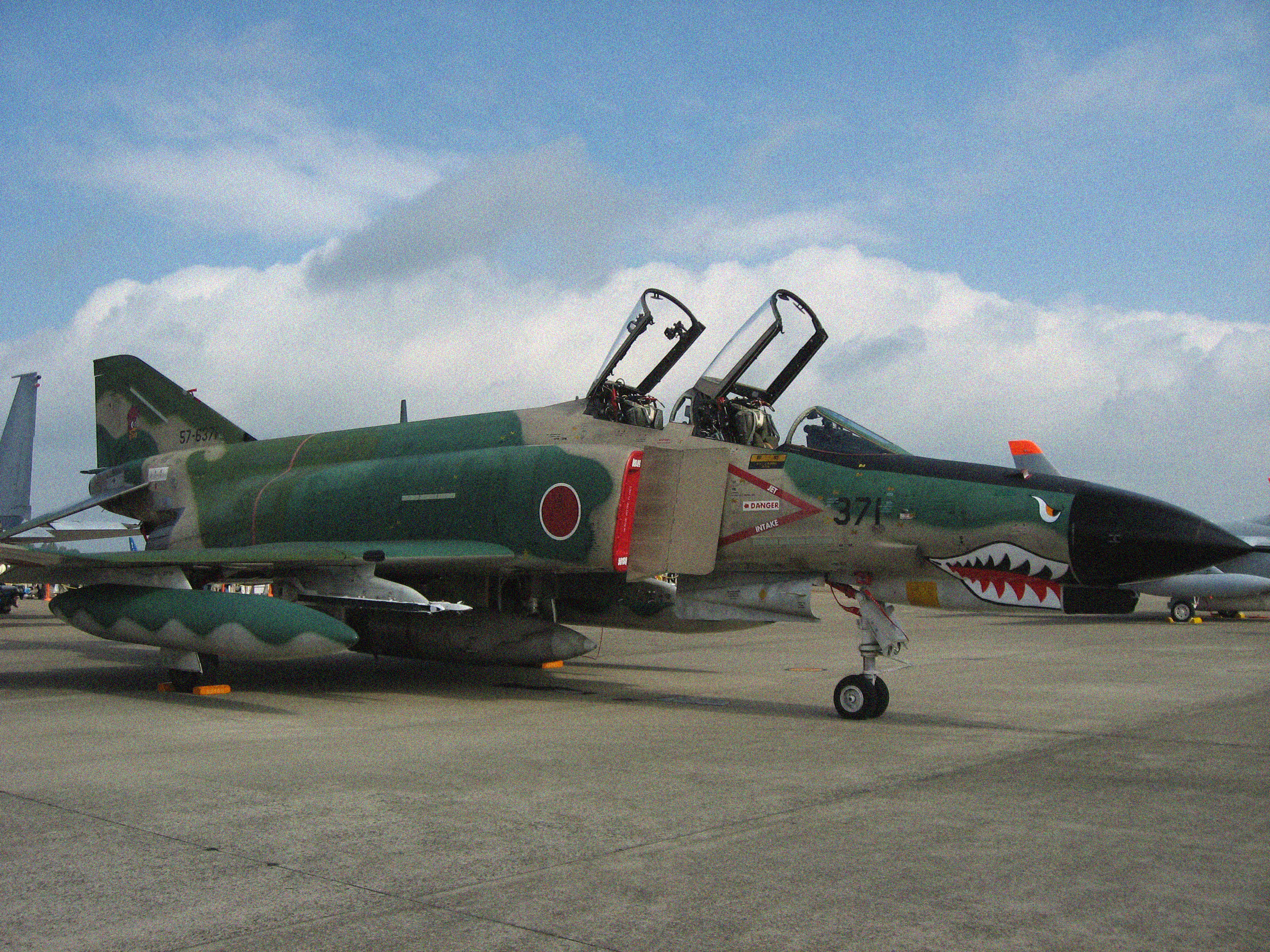
第501飛行隊に配置されていたRF-4
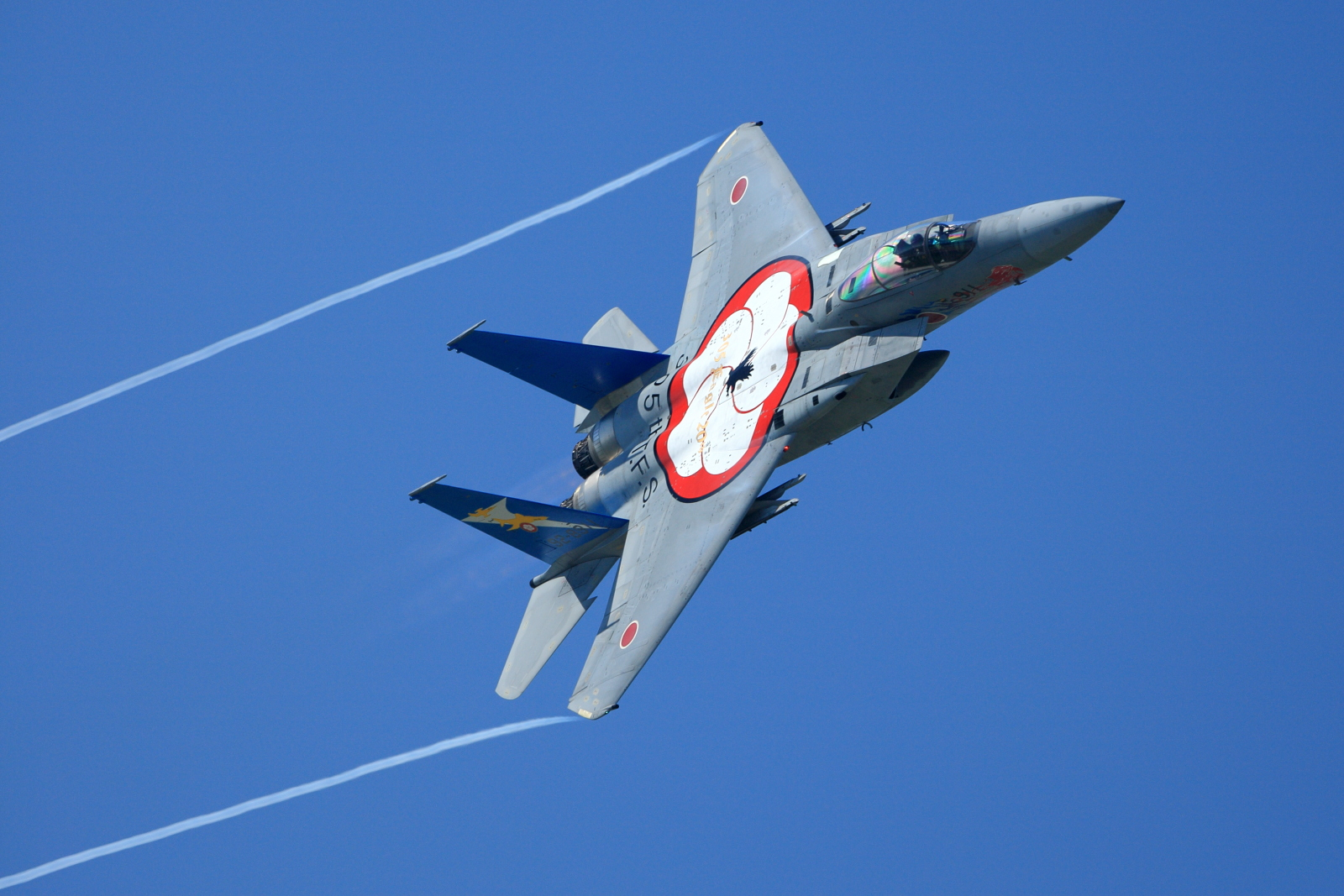
第305飛行隊F-15運用20周年記念塗装機
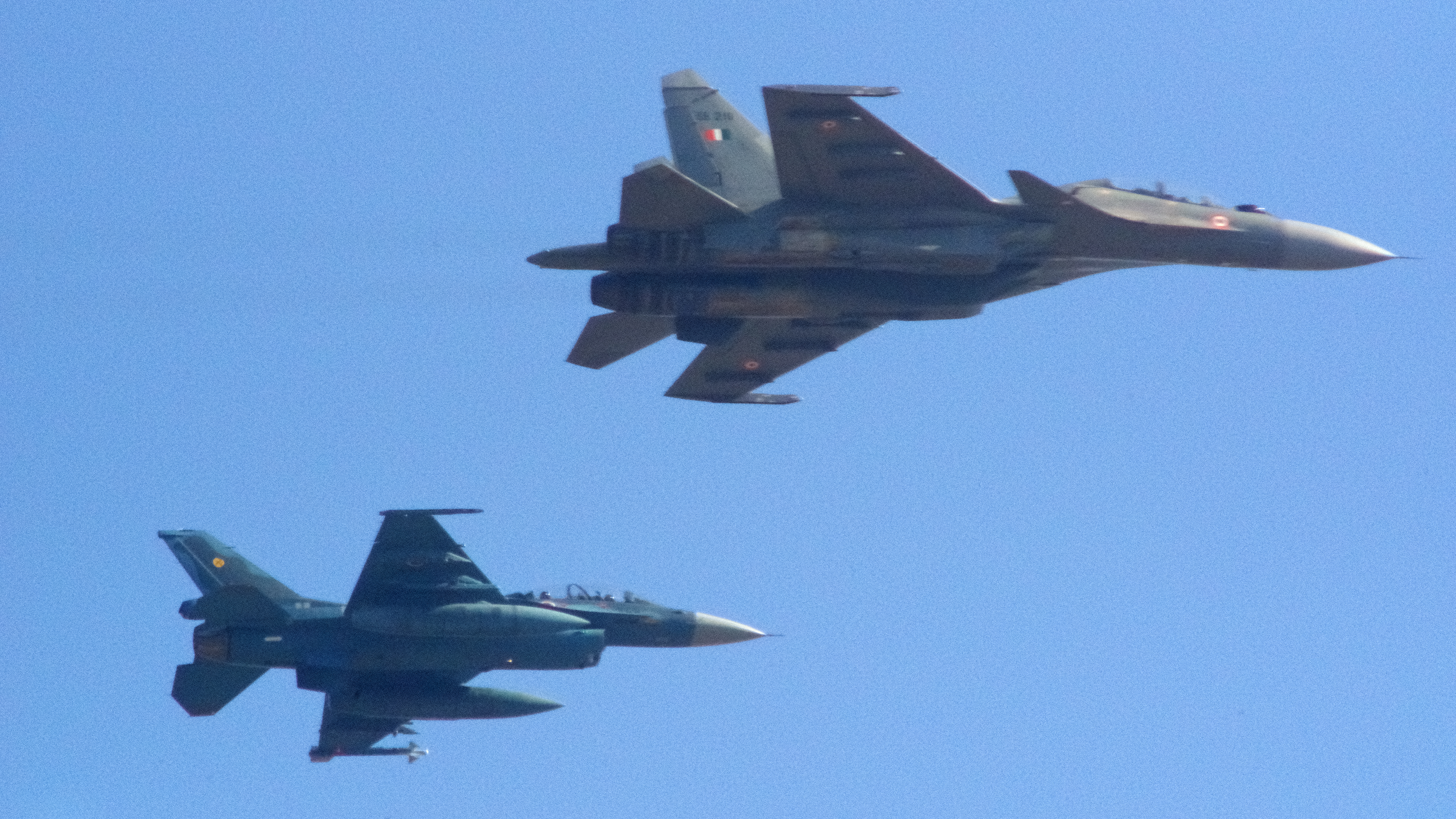
2023年、百里基地上空で共同訓練中のインド空軍のSu-30MKI戦闘機(上)と自衛隊のF-2戦闘機(下)

### 配置部隊

#### 中部航空方面隊隷下
- 第7航空団
  - 第7航空団司令部
  - 飛行群 - 首都圏唯一の戦闘機部隊で同圏内の防空が主任務。1個飛行隊が対領空侵犯措置任務を実施。
    - 第3飛行隊：F-2・T-4

  - 整備補給群
  - 基地業務群
    - 第7基地防空隊
- （中部航空施設隊）第3作業隊

#### 航空総隊直轄
- （航空戦術教導団）
  - 基地警備教導隊 - 全国各地の基地を巡回し基地警備に関する教育および調査・研究を担当。
- （航空救難団）
  - 百里救難隊：UH-60J・U-125A

#### 航空支援集団隷下
- （航空保安管制群）
  - 百里管制隊
  - 移動管制隊
- （航空気象群）
  - 百里気象隊

#### 防衛大臣直轄
- （航空警務隊）
  - 百里地方警務隊
- （自衛隊情報保全隊 東部情報保全隊）
  - 百里情報保全分遣隊

### 航空観閲式・百里基地航空祭
- 1996年から自衛隊大型行事が陸上自衛隊「中央観閲式」、海上自衛隊「観艦式」との各自衛隊持ち回り担当になり航空自衛隊が担当する「航空観閲式」は1996年から3年おきに同基地で行われる。招待者のみが参加できる。
- 航空観閲式が行われない年は、「百里基地航空祭」という名称の航空祭が開催され、各種の航空兵器も数多く展示される。例年、12月頃に開催されるが正確な開催日は間近にならないと公表されない傾向がある[97]。
- 2019年までは百里基地所属のF-15戦闘機とF-4戦闘機によるスクランブル発進デモと機動飛行、模擬対地射爆撃、RF-4偵察機による戦術偵察飛行、ブルーインパルスによるアクロバット飛行、UH-60Jによる乗員の降下とU-125の旋回飛行による救難訓練等の飛行展示等が恒例となっていた。2020年は航空観閲式のため開催なし、2021年はコロナ禍の影響で中止となっている。2022年については12月4日に開催予定であることが8月に公表され[98]、予定通り実施された。第306飛行隊所属のF-15J2機が飛来し内1機が機動飛行を行った他、第3飛行隊のF-22機による機動飛行・4機による模擬対地射爆、ブルーインパルスによるアクロバット飛行、UH-60JとU-125による救難訓練、上記の機体全機によるパレード飛行などが行われた。また、地上展示機として飛行教導群所属のF-15DJ(92-8096)が飛来し話題となった他F-2A・F-2B・T-4・UH-1・CH-47・T-400・U-125・E-2C・P-1・C-130H・ペトリオットミサイルも展示され、中でもC-130Hは貨物室に入ることができ、カメラを伸ばせばコックピットも撮影可能だった。ペトリオットミサイルも休憩室の公開を行った。
- 地上展示機は飛行展示機が地上で展示される他にUH-1、CH-47、SH-60J、P-3C、T-7、T-400、C-1、C-130Hなどがある。

#### 歴史
- 1996年（平成8年）10月27日：第1回航空観閲式開催。
- 2001年（平成13年）：アメリカ同時多発テロ事件のため航空祭中止。
- 2003年（平成15年）9月21日：イラク戦争開戦と、自衛隊のイラク派遣のため航空祭中止。
- 2004年（平成16年）9月26日：第23回百里基地航空祭開催、アメリカ空軍のアクロバット飛行チームサンダーバーズが南太平洋ツアーの会場として一般公開飛行を行う予定があったが、悪天候のため中止された。
- 2010年（平成22年）7月25日：第27回百里基地航空祭開催。
- 2011年（平成23年）10月16日：航空観閲式開催。悪天候のため、F-15戦闘機の飛行は行われなかった[99]。

（参考文献：三野正洋『世界の航空博物館&航空ショー』サック出版部 1999年）

### 関連画像

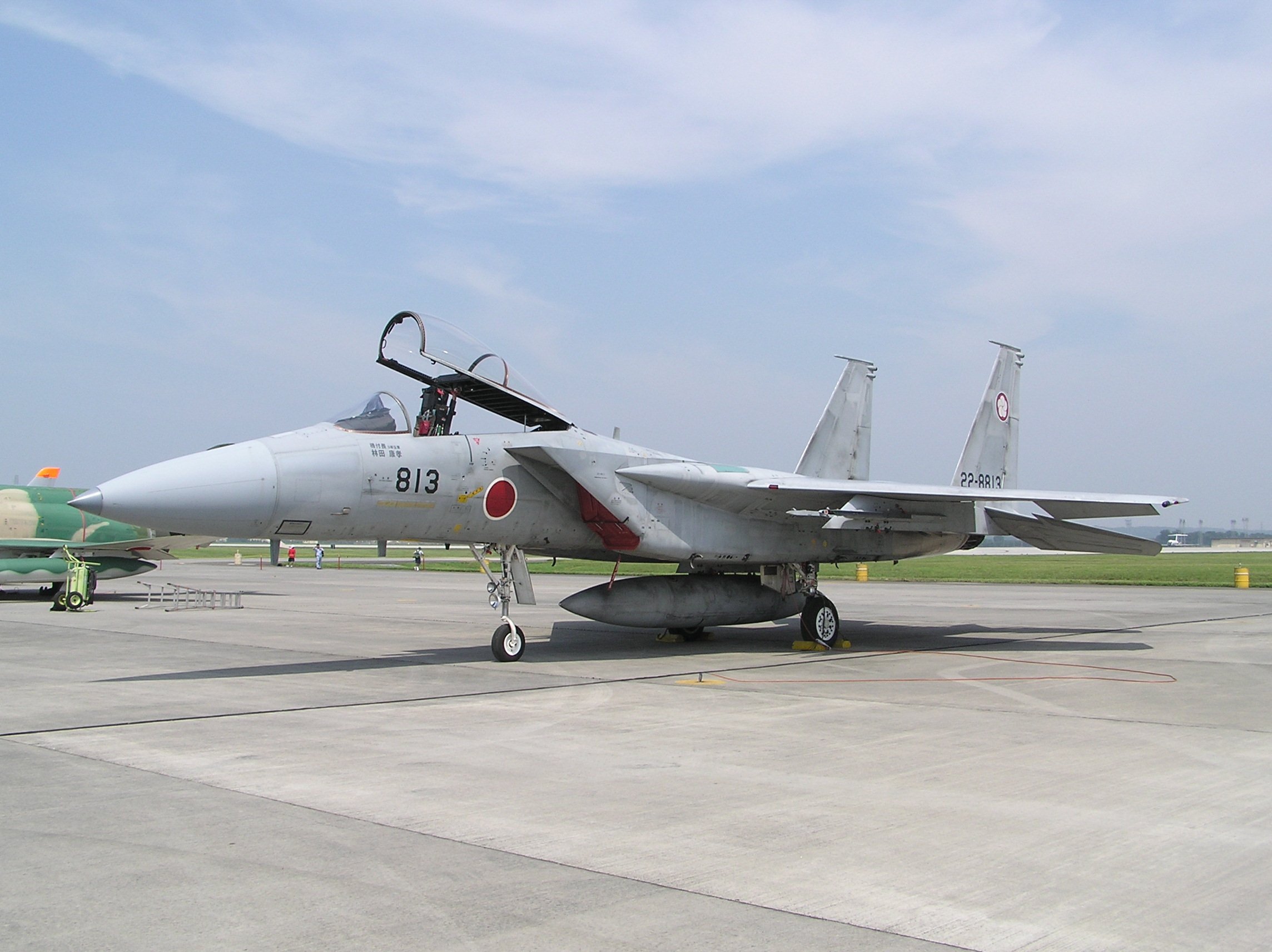
第305飛行隊のF-15J
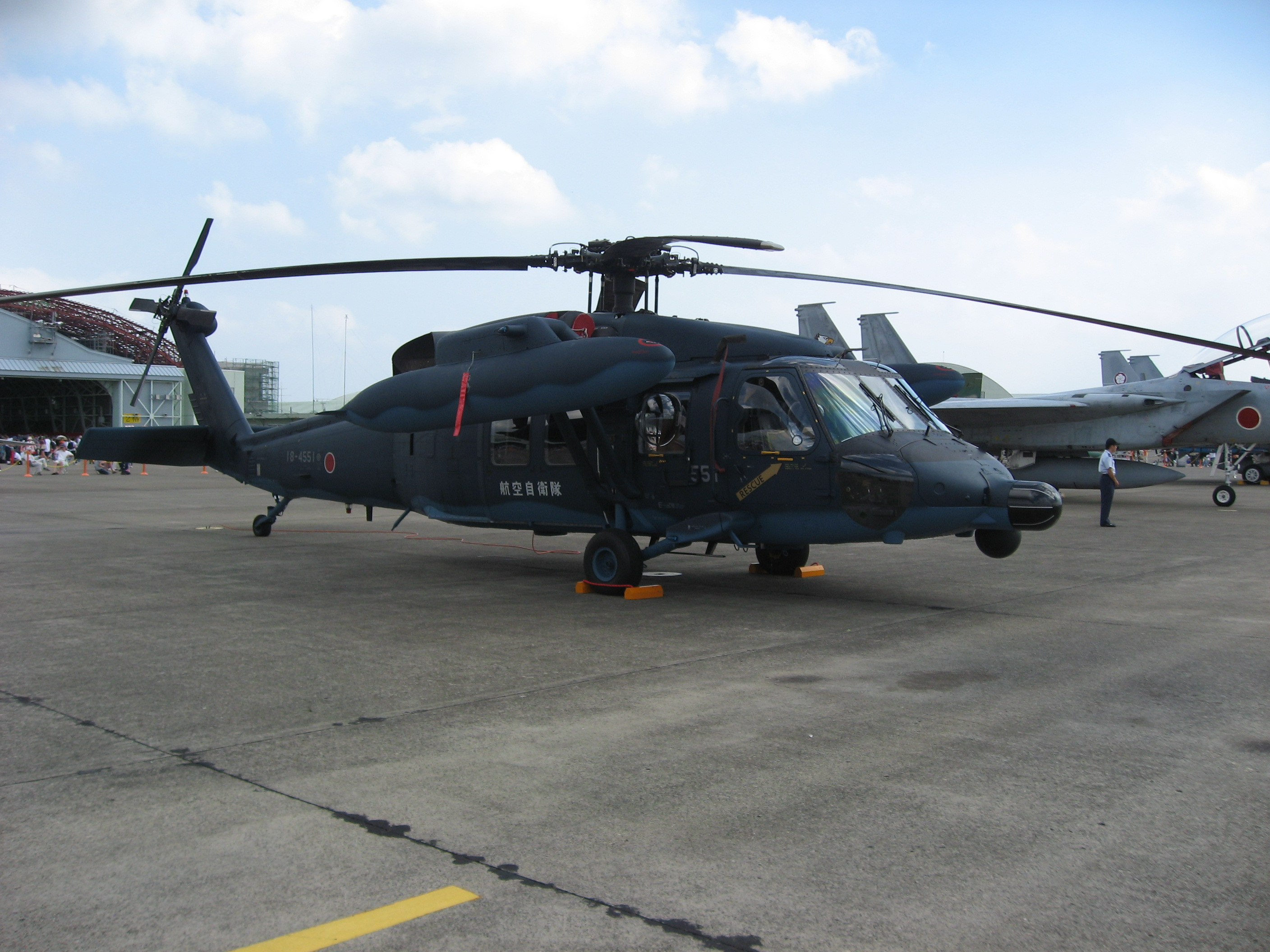
地上展示されるUH-60J
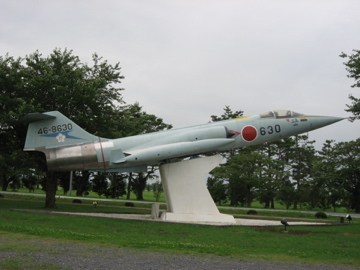
基地内に展示されているF-104
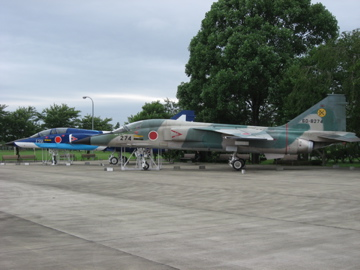
基地内に展示されているF-1（手前）とブルーインパルス仕様T-2（奥）

### 百里基地の出動事例
- 2010年（平成22年）7月25日 百里救難隊は、埼玉県防災航空隊ヘリコプターの墜落事故に出動して、入間基地に乗員5名および遭難者1名の救助および搬送を行なった[100]。当日は百里基地の航空祭であり、地上展示機に急遽給油を行いブルーインパルスの展示飛行を中断の上、多数のギャラリーが見守る中の出動となった。
- 2011年（平成23年）3月17日、東日本大震災に伴う福島第一原子力発電所事故に航空自衛隊百里基地の消防小隊が出動し、福島第一原発1号機原子炉建屋などに対して破壊機救難消防車（A-MB-3）による放水が行なわれた[101]。

## 交通
最寄り駅であるJR常磐線石岡駅および鹿島臨海鉄道大洗鹿島線新鉾田駅は、共に空港から10km以上離れている。これらの駅と空港間の行き来には後述のバスが利用できる。
空港連絡鉄道は無いが、つくばエクスプレスの延伸構想が存在する。2018年5月7日には小美玉市の市議会議長の呼びかけに土浦市、石岡市、つくば市、かすみがうら市、行方市、鉾田市の各市議会議長が同調して、つくばエクスプレス茨城空港延伸議会期成同盟会が設立された。2019年9月には、つくばエクスプレスの茨城空港延伸に関する要望書を大井川和彦茨城県知事に提出した。県議会や県選出国会議員などに協力を働き掛け、国土交通省や首都圏新都市鉄道など関係機関への延伸要望活動を実施している。ただし、延伸が決定して着工できたとしても、かなりの年数が必要となる見込みである。

### バス
県内の主要な駅との間で空港連絡バスが運行されている。関東鉄道（旧関鉄グリーンバス）による水戸駅とのバス路線は、空港を経由して小川駅まで運行される。
また、路線車を用いた石岡駅との間を結ぶ空港連絡バスは一部便を除き、廃止された鹿島鉄道線の跡地を利用したかしてつバス専用道（石岡一高下 - 四箇村駅間）を経由する。
東京都心とのアクセス改善のため、東京駅との間に高速バスの運行を、2010年（平成22年）5月27日に開始した。現行運賃は大人片道1,650円・小人片道830円。開始当初より搭乗客に限って片道500円（大人・小人同額）に割引されていたが、運行補助金の打ち切りにより2019年度をもって終了した。所要時間は東京駅→茨城空港が1時間40分。茨城空港発のバスは航空機の到着時刻に合わせて調整する。
また、関東鉄道が「百里基地」にバス停を設置し、鉾田駅 - JR石岡駅路線の一部と土日祝日に限り、百里基地 - 茨城空港間シャトルバス、航空祭開催時に限り、JR石岡駅から臨時シャトルバスが発着している。
- 2012年10月1日　新鉾田駅を結ぶ「茨城空港連絡バス（鉾田ルート）」の運行開始。
- 2013年10月1日　小美玉市内循環バスの運行開始。
- 2020年4月1日　上記運行補助金に代わり、茨城県内に宿泊した場合に限り、県内発着の空港連絡バス（一般路線バス、高速路線バス）の運賃を片道無料にする施策を実施[108]。
- 2021年7月　新型コロナウイルス感染症拡大に伴う利用客減少の影響により、茨城空港発の高速バス運行便が全便運休もしくは、一部便の減便が行われている。
- 2021年9月1日　小美玉市コミュニティバス「おみたん号」運行開始。

高速バス（茨城空港内バス停発着）
- 東京駅 ⇔ 茨城空港
  - 東京-茨城空港線【直行便】（関東鉄道）事前予約制（予約なしでも空席があれば乗車可能）。※航空会社の運行スケジュールにより一部減便[109]
- 水戸駅南口 ⇔ 茨城空港
  - 水戸-茨城空港線【直行便】（関東鉄道）※航空会社の運行スケジュールにより一部減便[110]
- 並木大橋・千現・竹園経由つくばセンター（TXつくば駅）⇔ 茨城空港
  - つくば-茨城空港線（関東鉄道）※2022年2月現在 全便運行休止中[111]
- 水戸駅・勝田駅・東海駅・新田中内経由常陸太田市高速バスターミナル ⇔ 茨城空港
  - 常陸太田-茨城空港線（茨城交通）※航空会社の運行スケジュールにより一部減便[112]

路線バス（茨城空港内バス停発着）
- 石岡駅・玉里駅・小川駅・小美玉医療センター前⇔ 茨城空港
  - 茨城空港連絡バス「かしてつバス」（関東鉄道）
- 水戸駅北口・大工町・千波・県庁前・奥ノ谷 ⇔ 茨城空港
  - 水戸・茨城空港線（関東鉄道）
- 小美玉市役所・堅倉小学校・三箇坂下 ⇔ 茨城空港 ⇔ 小川南小学校前・小川駅
  - 小美玉市コミュニティバス「おみたん号」（関東鉄道）※平日・日曜のみ運行

路線バス（百里基地バス停発着）
- 石岡駅 ⇔ 茨城空港
  - 百里基地・茨城空港線【直行便】（関東鉄道）土日祝日運行（基地イベント時は運休）

- 東京駅発着高速バス
（関東鉄道便）
- 常陸大宮BT発着高速バス
（茨城交通便）
- 一般路線バス
（関鉄グリーンバス（現・関東鉄道）便）

### 道路
百里飛行場周辺は道路網が十分整備されておらず、民間共用を機に改善が進められている。自家用車による空港までの所要時間は水戸市から30分、つくば市から45分を見込んでいる。
2021年6月には、常磐道・石岡小美玉スマートIC - 茨城空港間を結ぶ、「茨城空港アクセス道路」が全線開通（所要時間：約19分）。これまでの「千代田石岡IC」経由ルート（所要時間：約35分）よりも、約16分の短縮となる。
なお、空港内には、約1,300台を収容する無料駐車場が設置されている。
笠間・水戸・日立・いわき方面から
- 常磐自動車道 友部JCT→北関東自動車道 茨城町JCT→東関東自動車道 茨城空港北IC→県道144号紅葉石岡線→県道359号茨城空港線。

東京・三郷・柏・土浦方面から
- 常磐自動車道 石岡小美玉スマートIC（ETC専用）→茨城空港アクセス道路（一部区間は、県道145号上吉影岩間線・県道359号茨城空港線に重複）。
または、千代田石岡IC→国道6号→国道355号→県道144号紅葉石岡線→県道359号茨城空港線。

神栖・鹿嶋・潮来・鉾田市街方面から
- 県道18号茨城鹿島線→県道360号大和田羽生線→県道359号茨城空港線。
または、東関東自動車道 鉾田IC※→茨城空港北IC→県道144号紅葉石岡線→県道359号茨城空港線。
※2018年2月3日 鉾田IC - 茨城空港北IC間が開通。[114]

百里飛行場連絡道路（地域高規格道路）
- 百里基地航空祭開催時は基地は自家用自動車入場不可、茨城空港駐車場は当日航空便を利用する者のみに制限されるため、パークアンドライドが推奨されている。

- 茨城空港北IC（東関東道）
- 石岡小美玉SIC（常磐道）
- 茨城空港アクセス道路
（小美玉市中延付近）

## 周辺施設

### 百里神社
百里飛行場の西に戦時中に旧百里原海軍航空隊の守護神として建立された神社。小川鎮守の素鵞神社が兼任奉仕しており、御朱印も素鵞神社にて頒布されている。百里基地にちなみ御朱印には戦闘機があしらわれている。

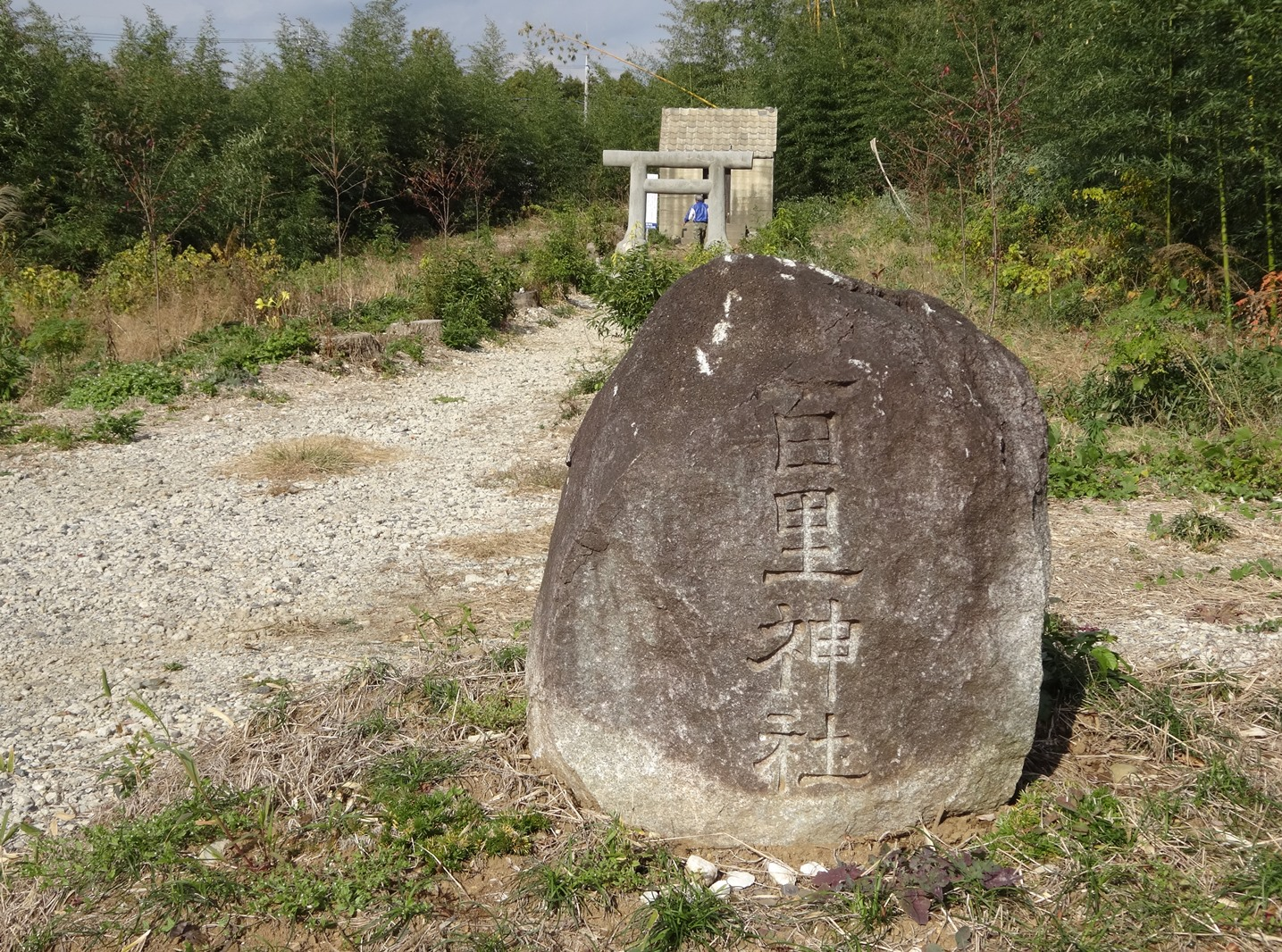
百里神社

所在地
- 茨城県小美玉市山野1653

祭神
- 天照大御神（あまてらすおおみかみ）

- 百里神社

### 茨城空港公園
飛行機の離着陸を見られる公園の整備などが行われている。公園内に茨城県を形取った池がある。
2011年に茨城空港利用促進協議会が航空自衛隊百里基地から要撃戦闘機「F-4EJ改」と戦術偵察機「RF-4EJ」の退役機を借り受けて展示している。展示開始から長期間経過したことで塗装が色褪せたが、2022年に再塗装が行われた。

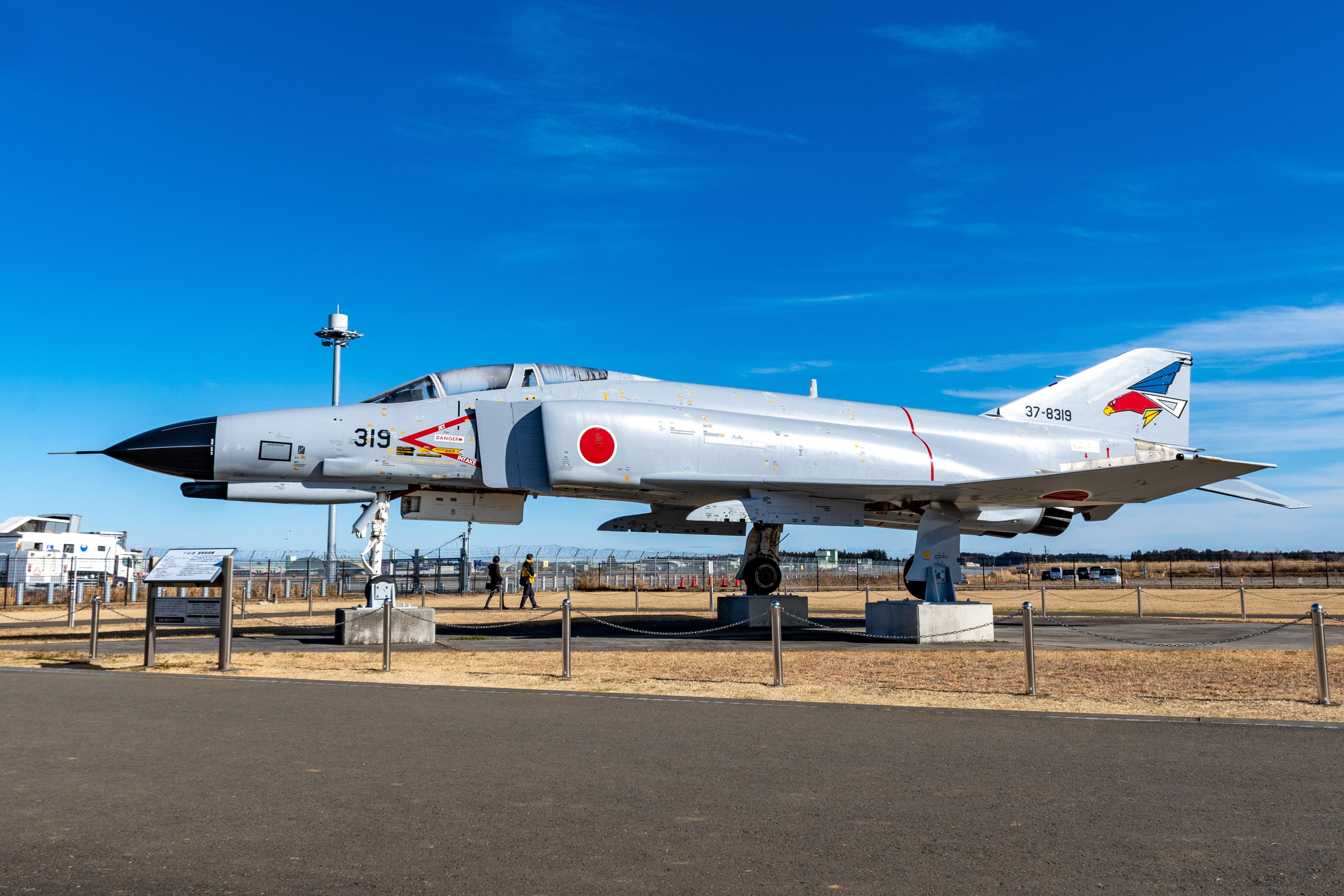
F-4EJ改
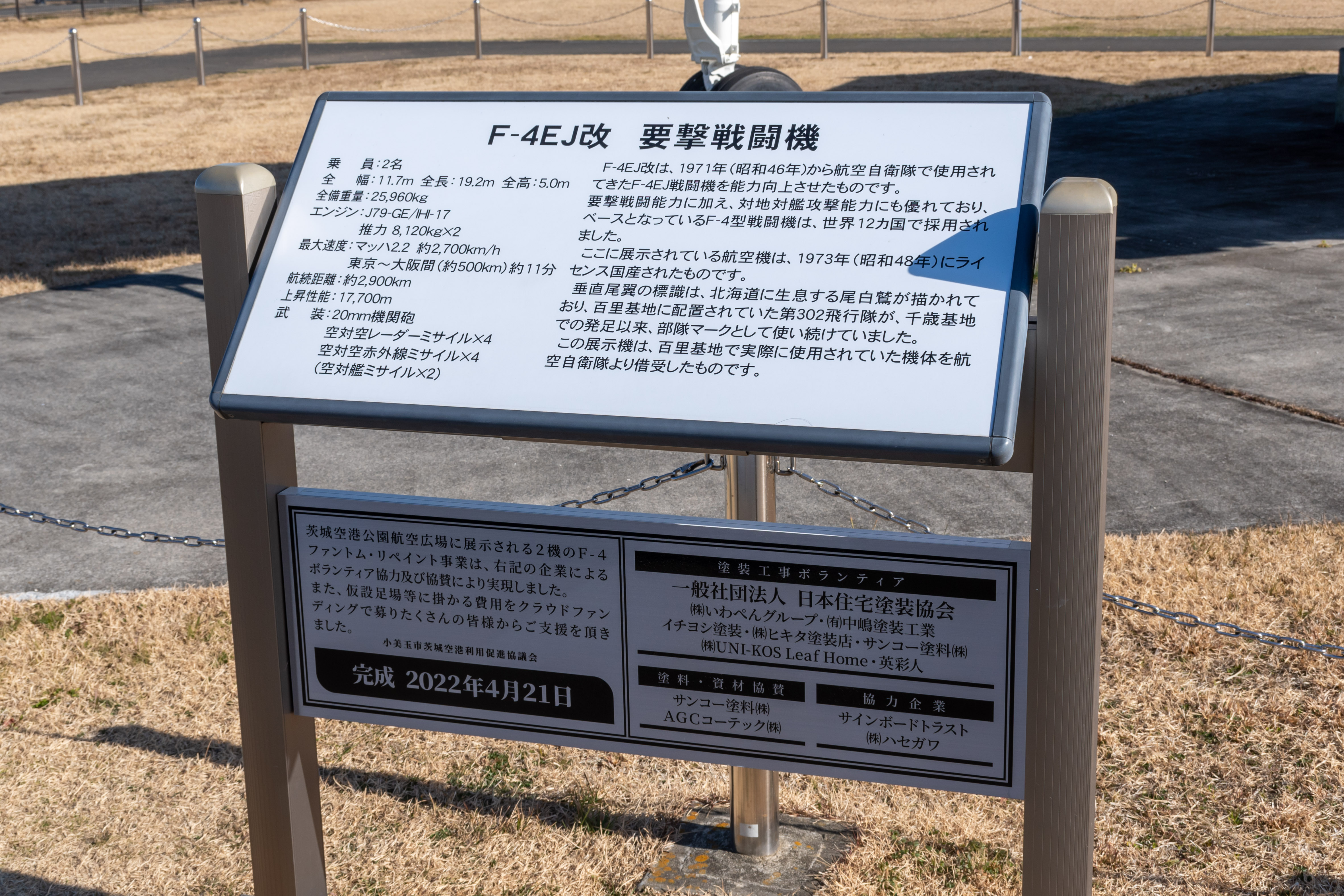
F-4EJ改の説明板
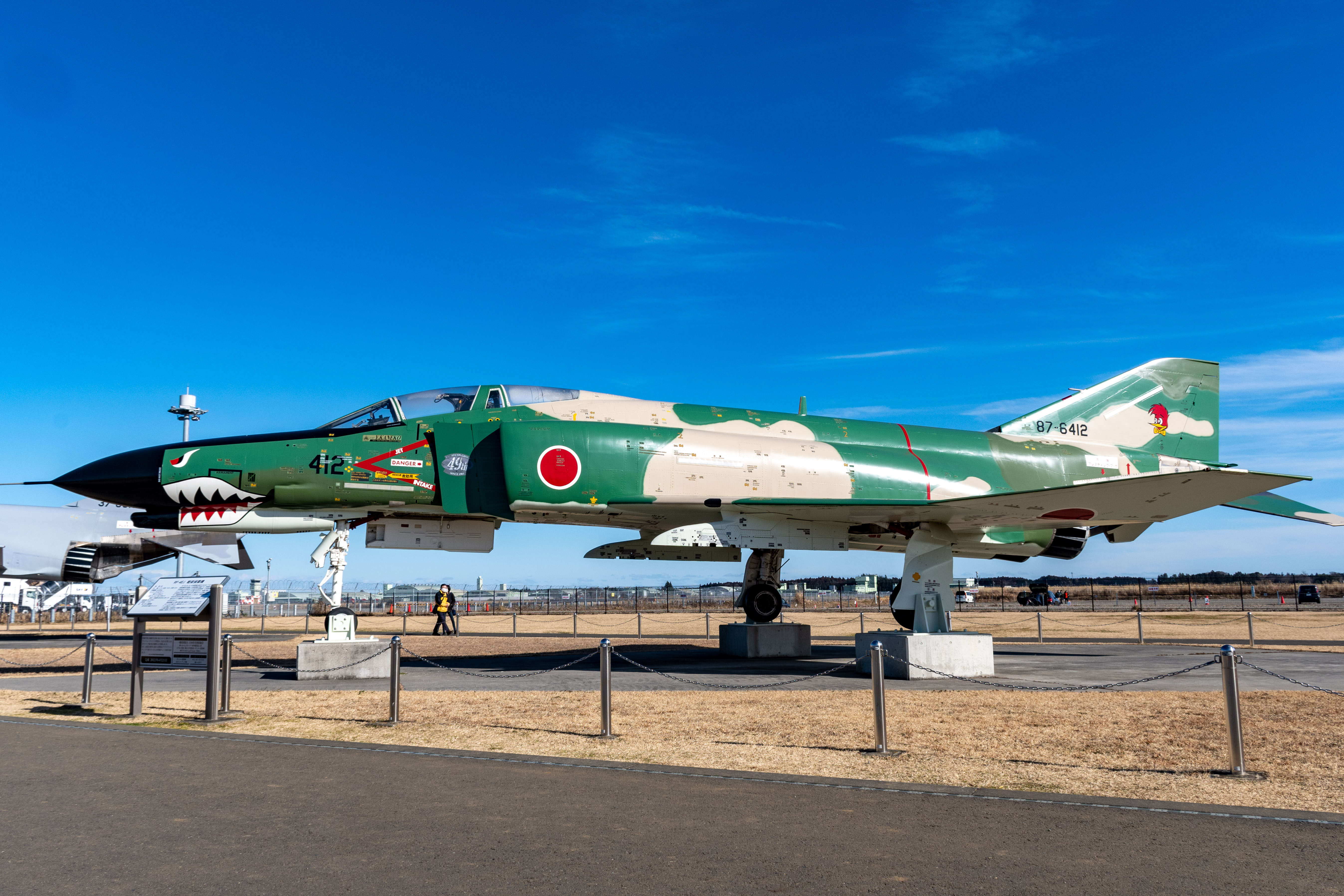
RF-4EJ
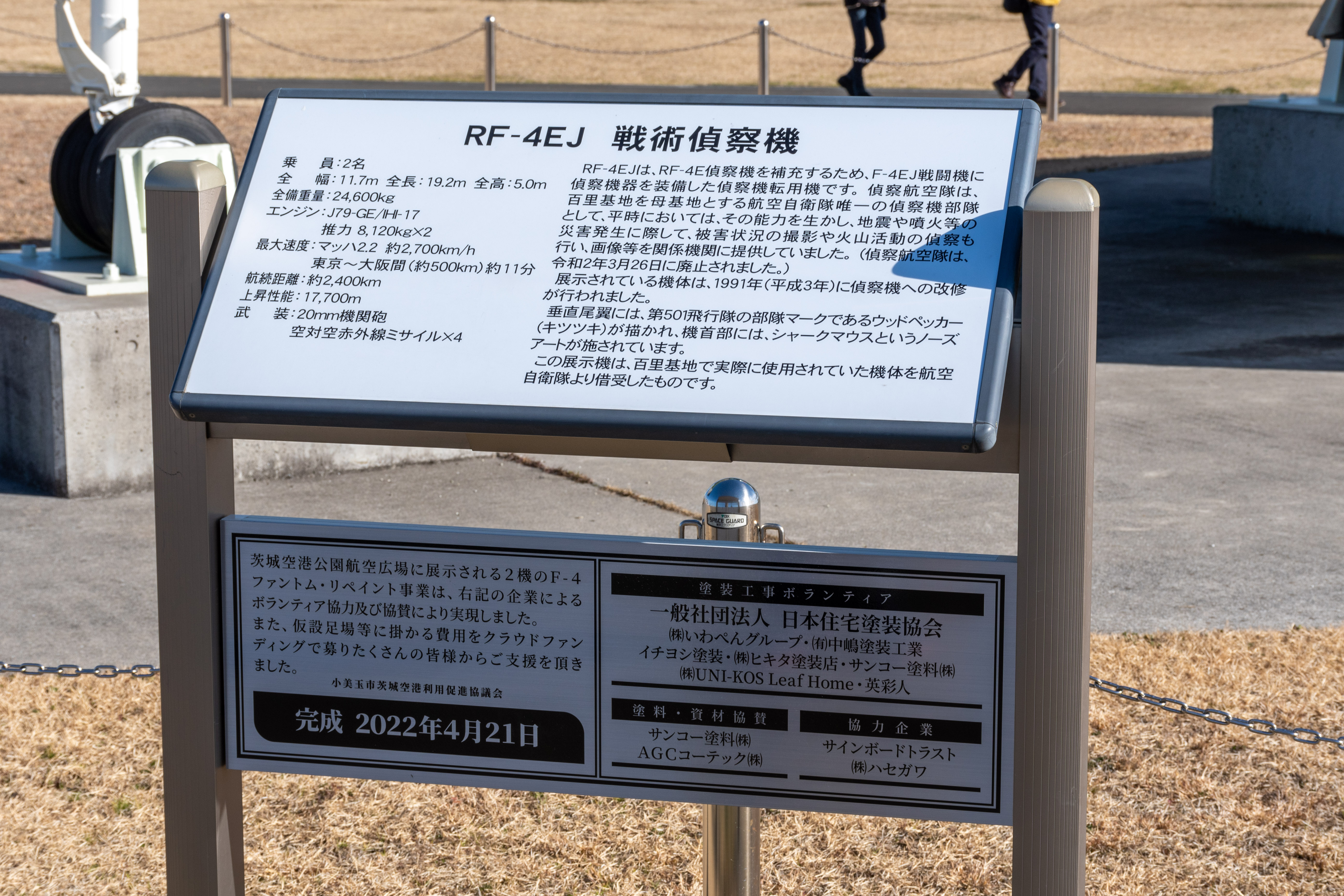
RF-4EJの説明板

### その他の周辺施設
- 空のえき そ・ら・ら - 農水産物販売所やレストランがある小美玉市の施設[117]。
- 茨城空港テクノパーク - 茨城県が企業誘致のために整備した工業団地・産業団地。開港に合わせて分譲中である。
- セイコーマート茨城空港前店 - 空港周辺にあるコンビニエンスストア。ターミナル内にも同チェーンのコンビニ（セイコーマート・エアポート茨城店）が所在する。

## 事件・事故

### アシアナ航空機オーバーラン事故
2010年3月21日11時45分頃、韓国・仁川国際空港発のアシアナ航空168便が、着陸時に滑走路端を約30m越え、過走帯（約60m）に進入するオーバーラン事故があった。
同機は滑走路端を越えて過走帯に進入し、航空自衛隊百里基地が過走帯内に設置していたバリアにぶつかった後に停止した。乗員乗客計93名に怪我はなく、機体の損傷も無かったが、自衛隊が設置したバリアは破損した。同機は停止後、自力でUターンし、駐機場に戻った。
22日昼過ぎに、百里基地から「民間機側の過走帯にタイヤ痕がある」と指摘され、国土交通省百里空港事務所はオーバーランに気づいた。同事務所がアシアナ航空からオーバーランの報告を受けたのは翌23日であった。同社広報は21日に現地事務所に口頭で報告したとしているが、同事務所は報告は受けていないと説明しており、食い違いを見せている。アシアナ航空は原因について「着陸する際に南側にずれてしまった」と説明しているが、同機パイロットは「雨で滑走路が濡れ、止まれなかった」と話している。
また、国土交通省百里空港事務所は発表の遅れについて「事実関係の確認に時間がかかった」としているが、実際は自衛隊側から破損の事実を伝えられて、報告に至った。本件は茨城空港で初の運航トラブルとなった。

### 東日本大震災の影響
茨城空港開港から1周年となる2011年3月11日に東北地方太平洋沖地震（東日本大震災）が発生し、空港ターミナルビルでも天井パネル落下の被害が生じた。茨城県開発公社は当空港の建設段階で天井パネルの不必要さを指摘し、設計会社である梓設計へこの旨を伝えていたにもかかわらず、梓設計は見た目や防音・吸音を重視して当パネルを空港ロビーへ設置していた。
この落下パネルを処理するため、12日・13日はロビーを全面閉鎖、落下しなかった天井も含めて全て撤去。地震発生から3日後の14日には営業を再開した。

## 管轄
- 百里VORの管轄は、東京航空局東京空港事務所システム運用管理センターが担当。なお空港事務所には航空管制技術官は常駐していない。
- 百里TACANの管轄は、航空自衛隊が担当。

## 舞台となった作品および撮影が行われた作品
- 松岡圭祐『ヘーメラーの千里眼』 - 小説
- 史村翔原作、新谷かおる作画『ファントム無頼』 - 漫画
- 小林源文『RAID ON TOKYO』 - 漫画
- 『ULTRAMAN』 - 映画、監督：小中和哉
- 『チーム・バチスタ2〜ジェネラル・ルージュの凱旋〜』 - テレビドラマ（第1話）
- 『総理の密使〜核密約42年目の真実〜』 - TBSドキュメンタリードラマ（2011年2月21日放送：ドラマ内で茨城空港が1969年当時の羽田空港の設定として使われた）
- 『ダウンタウンのガキの使いやあらへんで! 大晦日年越しスペシャル!! 絶対に笑ってはいけない空港24時』（2011年12月31日 - 2012年1月1日放送、1日貸し切って撮影された）
- 『トリック劇場版 ラストステージ』 - 映画（首都国際空港（Tokyo Metropolitan Airport）として登場）
- ［Alexandros］『Waitress, Waitress！』 - PV
- 『THE突破ファイル』 - 2019年6月27日放送分で平成27年9月関東・東北豪雨への出動事例が当時の映像を交えた再現ドラマとして紹介され、撮影には百里基地が全面協力して同基地やUH-60Jが用いられた[123][124][125]。
- 『おっさんずラブ-in the sky-』 - テレビドラマ
- 『半沢直樹』-テレビドラマ（第六話　伊勢志摩空港として）
- 日曜劇場『空飛ぶ広報室』 - テレビドラマ（第一話　主人公の前任地であり劇中劇の撮影協力として登場。途中で映り込む自衛官はキャストでない限り現職の自衛官である）
- 『相棒』-テレビドラマ（第四話　右京と享が捜査のために訪れる）
- 『リコカツ』-テレビドラマ（主人公は百里基地の航空救難団のメディック。）
- 山村美紗サスペンス　黒の滑走路3 - 羽田空港の舞台として茨城空港で一部撮影が行われた
- ≒JOY『大空、ビュンと』- MV